# Episodi di The Vampire Diaries (sesta stagione)
La sesta stagione della serie televisiva The Vampire Diaries, composta da ventidue episodi, è stata trasmessa sul canale statunitense The CW dal 2 ottobre 2014 al 14 maggio 2015.
In Italia, la stagione è stata trasmessa in prima visione assoluta dal 26 febbraio al 18 giugno 2015 su Mya di Mediaset Premium. È stata trasmessa in chiaro dal 6 ottobre al 15 dicembre 2015 su La5.
A partire da questa stagione rientra nel cast principale Matt Davis ed entra Michael Malarkey. Durante questa stagione esce dal cast principale Steven R. McQueen. Al termine di questa stagione escono dal cast principale Nina Dobrev e Michael Trevino.
| n° | Titolo originale                         | Titolo italiano                               | Prima TV USA     | Prima TV Italia  |
| -- | ---------------------------------------- | --------------------------------------------- | ---------------- | ---------------- |
| 1  | I'll Remember                            | Io ricorderò                                  | 2 ottobre 2014   | 26 febbraio 2015 |
| 2  | Yellow Ledbetter                         | Voltare pagina                                | 9 ottobre 2014   | 5 marzo 2015     |
| 3  | Welcome to Paradise                      | Benvenuti in paradiso                         | 16 ottobre 2014  | 12 marzo 2015    |
| 4  | Black Hole Sun                           | Prigionieri del passato                       | 23 ottobre 2014  | 19 marzo 2015    |
| 5  | The World Has Turned and Left Me Here    | Il mondo è andato avanti e mi ha lasciato qui | 30 ottobre 2014  | 26 marzo 2015    |
| 6  | The More You Ignore Me, the Closer I Get | Più mi ignori e più mi avvicino               | 6 novembre 2014  | 2 aprile 2015    |
| 7  | Do You Remember the First Time?          | Ti ricordi la prima volta?                    | 13 novembre 2014 | 9 aprile 2015    |
| 8  | Fade Into You                            | Dissolto in te                                | 20 novembre 2014 | 16 aprile 2015   |
| 9  | I Alone                                  | Da sola                                       | 4 dicembre 2014  | 23 aprile 2015   |
| 10 | Christmas Through Your Eyes              | Natale con i tuoi occhi                       | 11 dicembre 2014 | 30 aprile 2015   |
| 11 | Woke Up with a Monster                   | Lezioni di magia                              | 22 gennaio 2015  | 7 maggio 2015    |
| 12 | Prayer for the Dying                     | Una preghiera per morire                      | 29 gennaio 2015  | 14 maggio 2015   |
| 13 | The Day I Tried to Live                  | Il giorno in cui ho provato a vivere          | 5 febbraio 2015  | 21 maggio 2015   |
| 14 | Stay                                     | Resta                                         | 12 febbraio 2015 | 28 maggio 2015   |
| 15 | Let Her Go                               | Lasciala andare                               | 19 febbraio 2015 | 4 giugno 2015    |
| 16 | The Downward Spiral                      | La spirale discendente                        | 12 marzo 2015    | 4 giugno 2015    |
| 17 | A Bird in a Gilded Cage                  | Un uccello in una gabbia dorata               | 19 marzo 2015    | 11 giugno 2015   |
| 18 | I Never Could Love Like That             | Non potrei mai amare in quel modo             | 16 aprile 2015   | 11 giugno 2015   |
| 19 | Because                                  | Perché                                        | 23 aprile 2015   | 11 giugno 2015   |
| 20 | I'd Leave My Happy Home for You          | Per te lascerei la mia casa felice            | 30 aprile 2015   | 18 giugno 2015   |
| 21 | I'll Wed You in the Golden Summertime    | Ti sposerò nell'estate dorata                 | 7 maggio 2015    | 18 giugno 2015   |
| 22 | I'm Thinking of You All the While        | Ti penserò in ogni momento                    | 14 maggio 2015   | 18 giugno 2015   |

## Io ricorderò
- Titolo originale: I'll Remember
- Diretto da: Jeffrey Hunt
- Scritto da: Caroline Dries

### Trama
Passati 4 mesi dalla morte di Damon e Bonnie, l'incantesimo che i Viaggiatori hanno fatto su Mystic Falls grava ancora sulla città. 
Stefan, Elena, Caroline e Alaric non possono più mettervi piede perché la magia del vampirismo svanirebbe e loro morirebbero; alcuni ragazzi, mentre facevano campeggio, vengono aggrediti da un misterioso vampiro. Elena è al secondo anno di università e frequenta la facoltà di medicina, Alaric cerca di adattarsi alla sua vita da Vampiro Originale, inoltre insegna storia dell'occulto al Whitmore College, Jeremy vive ancora con Matt e Tyler, cercando di ignorare la morte di Bonnie tra alcolici, videogiochi e ragazze, Stefan lavora in un'officina a Savannah, Tyler ha ripreso a studiare, mentre Caroline ha abbandonato il college per cercare un modo di annullare la magia dei Viaggiatori. Matt entra in un gruppo che si prodiga per la difesa della città, capitanato da Tripp Cooke. Elena, non avendo superato la morte di Damon, chiede a Luke delle erbe magiche che permettono, o per lo meno le danno l'illusione, di vedere il suo amato. Caroline scopre che Stefan e Alaric si sono tenuti in contatto, e ci rimane male dato che invece il vampiro non ha mai risposto alle chiamate dell'amica. Stefan frequenta, da ormai due mesi, una ragazza di nome Ivy, Alaric invece fa la conoscenza di Jo, l'insegnante di medicina di Elena per la quale inizia a provare interesse. Elena comincia a sentire gli effetti collaterali delle erbe, infatti la sua sete di sangue è aumentata, al punto da perdere il controllo, infatti è lei il vampiro che aveva aggredito quei campeggiatori. Sopraffatta dal desiderio di bere sangue, Elena aggredisce una ragazza di nome Sarah, incontrata per strada: solo l'intervento di Caroline le impedisce di ucciderla. Caroline non approva le scelte di Elena, ma quest'ultima si giustifica affermando che il fatto che Damon è effettivamente morto la fa sentire male. Nonostante tutto Caroline sprona l'amica ad andare avanti. Matt e la squadra di sicurezza trovano Sarah ancora traumatizzata dall'aggressione e Liz arriva in tempo per soccorrerla nascondendo la vera natura della sua aggressione. Elena telefona a Stefan chiedendogli se ha trovato un modo per riportare Damon in vita. Il vampiro ha passato l'estate a cercare un rimedio, ma alla fine confessa a Elena che ha rinunciato perché la cosa giusta da fare è riprendere in mano la sua vita. Durante una festa allo stadio dell'università, Tyler aggredisce Luke ritenendo irresponsabile la sua scelta di dare a Elena quelle erbe, ma Alaric interviene e lo ferma, preoccupato del fatto che il giovane Lockwood non riesca più a tenere a freno la sua rabbia. Matt porta Sarah da Caroline, che riesce a farle dimenticare l'aggressione di Elena. Quest'ultima prende altre erbe e rivede Damon nella sua mente, ma capisce che non può andare avanti così. Ringrazia il suo amato per ciò che ha fatto (salvare Stefan, Tyler e Alaric, ma soprattutto per averle fatto vivere un amore intenso e appassionato), ma non riesce a dirgli addio, nonostante questo la porti alla disperazione. Liv va da Tyler rimproverandolo per il modo in cui ha trattato il fratello, Tyler le chiede scusa facendole capire che da quando ha perso i suoi poteri fa fatica a gestire la sua rabbia. Alaric rimane vicino a Elena confidandole che odia essere un vampiro, Elena confessa all'Originale che pure lei odia la sua natura di vampiro perché passerà tutta la sua vita a soffrire per la morte di Damon, inoltre chiede ad Alaric un favore: se un giorno lei vorrà vivere nuovamente la sua vita, trovando il coraggio di andare avanti, Alaric dovrà usare su di lei i suoi poteri di Originale per farle dimenticare Damon. L'episodio si conclude con una scena enigmatica, Damon e Bonnie fanno colazione insieme, mentre stranamente Damon legge un giornale risalente al 1994. Tutto questo in un luogo apparentemente sconosciuto.
- Special guest star: Colin Ferguson (Tripp Cooke).
- Guest star: Penelope Mitchell (Liv Parker), Marguerite MacIntyre (Sceriffo Liz Forbes), Chris Brochu (Luke Parker), Jodi Lyn O'Keefe (Jo Laughlin), Emily C. Chang (Ivy), Gabrielle Walsh (Monique/Sarah Salvatore), Marco James (Liam Davis).
- Altri interpreti: Jayson Warner Smith (Dean), Jenna Kanell (Ragazza), Nyell Segura (Ragazzo).
- Ascolti USA: telespettatori 1 810 000 – share (18–49 anni) 3%[2]

## Voltare pagina
- Titolo originale: Yellow Ledbetter
- Diretto da: Pascal Verschooris
- Scritto da: Julie Plec

### Trama
Damon e Bonnie si ritrovano a Mystic Falls in un piano dimensionale completamente diverso, che sembra identico al mondo reale, dove però non c'è anima viva, inoltre i 2 ripetendo sempre lo stesso giorno all'infinito, nel 1994, per quattro mesi, cercano un modo per andarsene. 
Bonnie ipotizza che probabilmente è stata sua nonna a portarla lì con la magia, prima di scomparire, per proteggerla, e che Damon l'ha seguita quando le strinse la mano, secondo Bonnie sarà la magia a riportarli nel presente, dato che è stata la magia a salvarli e condurli lì, ma purtroppo lei non possiede più i suoi poteri. Alaric, su richiesta di Elena, usa su di lei la compulsione per farle dimenticare i bei ricordi legati a Damon e l'amore che provava per lui, resettando alcuni determinati ricordi che poi avranno un effetto domino sugli altri. Alaric rivela a Caroline che mentre Stefan ha rinunciato a cercare un modo per riportare indietro suo fratello e la loro amica, Enzo sta continuando a raccogliere informazioni. Caroline decide di raggiungerlo per poter venire a conoscenza di quanto ha scoperto il vampiro. I due, dato che Enzo sa dove si trova Stefan, decidono di presentarsi a casa sua e si autoinvitano per una cena tra lo stupore dello stesso Stefan e della sua nuova ragazza Ivy, la quale prima di allora non aveva mai conosciuto nessuna persona legata al suo passato. Durante la cena i due ospiti scoprono che Stefan vive in quella casa da più di due mesi, invece di darsi da fare per aiutare Damon e Bonnie. Enzo fa una scenata di fronte ad Ivy, così Caroline è costretta a soggiogarla e Stefan risponde semplicemente che era tutto inutile ed era giunto il momento per lui di ricominciare una nuova vita. I due vampiri cominciano a litigare violentemente, e la loro lotta finisce quando Stefan spezza il collo a Enzo. Intanto Caroline riceve una chiamata da Alaric, che le chiede se può aiutarlo perché Elena, nonostante Alaric abbia modificato alcuni ricordi importanti su Damon, non riesce a smettere di amarlo; infatti per cancellare l'amore che Elena provava per Damon deve scoprire quale sia il momento preciso in cui Elena si è innamorata di lui, e Caroline risponde che è successo quando Elena e Stefan erano ancora insieme. Stefan sente la telefonata e rimane un po' ferito. Caroline si scusa e comincia a discutere con lui, scoprendo che non aveva mai voluto ascoltare i messaggi che gli aveva lasciato in segreteria ma che si era sempre tenuto in contatto con Alaric. Stefan dice che l'ha ignorata perché era il solo modo per andare avanti, ma Caroline si sente tradita dall'amico e se ne va. Enzo si risveglia e sale in macchina dove vede Caroline piangere, allora ritorna in casa e uccide Ivy di fronte a Stefan promettendogli che gli farà vivere un'eternità di inferno, come gli aveva promesso molti anni prima Damon. Alaric dice ad Elena che finché non sarà onesta con se stessa la compulsione non potrà funzionare. Le dice che forse si è innamorata di Damon quando non si era ancora lasciata con Stefan, ma la ragazza nega dicendo che amava solo Stefan ed era sempre stata fedele al suo ex ragazzo. La verità è che Elena non vuole ammettere di avere amato i fratelli Salvatore contemporaneamente, perché sarebbe come dire di essere come Katherine. Alla fine riflette e si rende conto di sbagliarsi, ha amato Damon fin dal giorno in cui gli aveva riportato la sua collana, regalo di Stefan, che lei pensava di avere perduto per sempre, quando Stefan era sotto il controllo di Klaus. Per lei era stato un momento importante perché le aveva lasciato una speranza di riavere con sé il suo ragazzo, anche se sapeva che Damon era innamorato di lei e di quanto male gli faceva vederla insieme al fratello. Alaric riesce quindi a farle dimenticare di amare il ragazzo, e da ora crede che Damon sia soltanto un mostro senza sentimenti. Intanto Tripp dice a Matt che Sarah ha rubato una macchina per venire a Mystic Falls e che non bisogna fidarsi di lei. Jeremy interroga la ragazza che risponde di stare cercando suo padre che dovrebbe vivere lì. Jeremy allora la porta a casa Salvatore, ora vuota, in modo che nessuno la possa trovare. Matt, al telefono con Tripp, scopre che questo proviene da una famiglia fondatrice della città, i Fell e quindi potrebbe sapere dell'esistenza dei vampiri. Questa supposizione è confermata: Tripp sta portando un gruppo di vampiri nel suo furgone a Mystic Falls, per ucciderli. Nel frattempo, Damon e Bonnie capiscono di non essere soli.
- Special guest star: Colin Ferguson (Tripp Cooke).
- Guest star: Emily C. Chang (Ivy), Gabrielle Walsh (Monique/Sarah Salvatore).
- Altri interpreti: Salina Soto (Ragazza al guardaroba).
- Ascolti USA: telespettatori 1 670 000 – share (18–49 anni) 2%[3]

## Benvenuti in paradiso
- Titolo originale: Welcome to Paradise
- Diretto da: Michael Allowitz
- Scritto da: Brian Young

### Trama
Stefan vuole tornare a Mystic Falls per trovare Enzo e ucciderlo, dato che lui ha ammazzato la sua ragazza. Elena, senza più pensieri tristi, organizza una festa vicino a Mystic Falls e invita i suoi amici, in memoria dei vecchi tempi, anche Stefan, che accetta solo perché sa della presenza di Enzo. Partecipa anche Liam, uno degli studenti di medicina che Elena ha conosciuto in ospedale. Matt si reca al college con un collega di lavoro, Jay. Alla festa però nessuno tranne Elena sembra divertirsi: ormai i ragazzi non sono più quelli di una volta. Più tardi Liam bacia Elena e Caroline, annoiata, soggioga una ragazza perché vada a prenderle del ghiaccio. Questa, parlando con Jeremy, dice quanto odiosa sia Caroline: significa che la compulsione si elimina se si attraversa il confine di Mystic Falls. Jeremy va alla ricerca di Sarah, che potrebbe quindi ricordarsi di essere stata aggredita da Elena; la ragazza però sembra essere sparita. 
Stefan trova Enzo e cerca di ucciderlo. Jay, arrivato di soppiatto, tenta di uccidere Stefan con un paletto ma Enzo lo salva e uccide Jay. Stefan nonostante tutto ciò, continua a desiderare la morte di Enzo, ma viene fermato da Caroline. Lei scopre quindi cosa Enzo ha fatto ad Ivy, e cerca di far ragionare Stefan dicendogli che uccidere Enzo non la riporterà in vita. Lo prega di restare, almeno per lei, ma Stefan se ne va. Elena sente questa conversazione e in seguito chiede all'amica se ha mai provato qualcosa per il suo ex. Caroline non lo nega, tempo prima sì, ma ormai non più. Nel 1994 Damon e Bonnie litigano continuamente. Lui sostiene che non ci sia modo di andarsene dal suo "inferno personale" e che non ci sia nessuno oltre a loro. Bonnie non demorde ma per evitare un'altra discussione, si allontana. Damon entra in un supermercato per bere un po' di Bourbon, il suo liquore preferito, e lì incontra un ragazzo, Kai. Damon gli chiede chi sia, mentre beve il Bourbon, ma a sue spese scopre che dentro alla bottiglia Kai ha inserito la verbena. Il nuovo arrivato gli dice che ha intenzione di ucciderlo, ma prima di farlo interviene Bonnie, che scopre di possedere di nuovo i suoi poteri. Damon allora stordisce Kai e lo porta a casa sua. Qui Kai si risveglia e dice di non aver mai voluto davvero ucciderlo, era solo un modo per far risvegliare i poteri di Bonnie, perché sono la chiave per tornare nel presente. Intanto Enzo entra in un bar in cui è presente anche Tripp. Gli inietta della verbena ma Enzo può lo stesso combattere perché su di lui non fa più effetto. Prima che Tripp venga ucciso, interviene Stefan che colpisce Enzo con dei paletti di legno. È il momento buono per ucciderlo una volta per tutte, ma Tripp lo ferma chiedendogli se può finirlo a suo modo, Stefan acconsente lasciando Enzo solo con Tripp. 
- Special guest star: Colin Ferguson (Tripp Cooke).
- Guest star: Penelope Mitchell (Liv Parker), Chris Brochu (Luke Parker), Emily C. Chang (Ivy), Gabrielle Walsh (Monique/Sarah Salvatore), Marco James (Liam Davis), Chris Wood (Kai Parker).
- Altri interpreti: Jayson Warner Smith (Dean), Matthew Barnes (Jay), Marshay Weaver (Ragazza del capestro).
- Ascolti USA: telespettatori 1 830 000 – share (18–49 anni) 3%[4]

## Prigionieri del passato
- Titolo originale: Black Hole Sun
- Diretto da: Kellie Cyrus
- Scritto da: Melinda Hsu Taylor e Neil Reynolds

### Trama
Damon e Bonnie sono ancora intrappolati nel 1994 con Kai, che dice loro che la magia di Bonnie è la chiave per farli uscire da questa prigione, ma hanno bisogno comunque di lui perché è l'unico a conoscere l'incantesimo che devono usare. Kai convince Damon a raccontare ciò che stava facendo nel maggio del 1994, in quanto potrebbe essere utile per il loro ritorno nel presente. Si viene a scoprire come Damon sia stato l'artefice di un'ennesima strage a Mystic Falls: dopo essersi introdotto a casa Salvatore, dove erano presenti Stefan, il loro parente Zach con la moglie incinta Gail, ed altri amici, il giovane uccide tutti, compresa Gail. I 3 in seguito si dirigono nel luogo in cui dovrà essere svolto l'incantesimo; per strada Bonnie legge una notizia sul giornale: un ragazzo ha ucciso i suoi quattro fratelli. 
Kai ammette di essere lui l'assassino della sua famiglia, e che proviene da una famiglia di streghe, anche se lui ha solo la capacità di assorbire i poteri di un'altra persona. Era stata la sua Congrega a spedirlo in questo posto, come punizione. Intanto Stefan mostra ad Elena la sua nuova vita, dimostrandole quanto sia semplice ricominciare senza il peso del passato: le fa una falsa proposta di matrimonio in un bar, tra le congratulazioni dei presenti. Dato che Stefan sembra poter essere di nuovo felice, Elena se ne va, ma ritorna di corsa nel locale trovando Stefan coinvolto in una rissa. Ovviamente la ragazza gli chiede spiegazioni, e lui risponde che ognuno ha un suo modo di andare avanti, e di dimenticare. Lei stessa, anche se non lo ricorda, si è fatta soggiogare per dimenticarsi della sua relazione con Damon. Elena non crede alle parole di Stefan, come potrebbe avere amato un mostro? Ancora sconvolta torna a casa e domanda ad Alaric se le parole dell'amico siano vere: l'uomo quindi le consegna un diario, appartenuto ad Elena stessa, in cui sono custoditi tutti i bei ricordi passati con Damon e anche una lettera con scritto il motivo della sua scelta. Nonostante abbia la possibilità di tornare indietro, Elena sceglie di non farlo, per poter continuare ad essere felice. Nel frattempo Matt viene a scoprire che Tripp sa tutto sui vampiri. Quest'ultimo decide di fidarsi del giovane e lo conduce in un edificio abbandonato, in cui è tenuto prigioniero Enzo. Il vampiro non ha ancora parlato, ma Tripp ha intenzione di sottoporlo a numerose torture perché gli riveli i nomi dei suoi amici vampiri. Jeremy torna a casa Salvatore e trova lì Sarah, la quale, ora senza la compulsione di Caroline, conosce la verità su Elena. In lacrime Sarah gli mostra una foto che ha trovato poco prima in quell'abitazione che ritrae i suoi genitori scomparsi. Jeremy riconosce l'uomo della foto: è Zach Salvatore. La ragazza racconta a Jeremy che sua madre era stata uccisa quando era all'ottavo mese, ma grazie all'intervento tempestivo dei medici era riuscita comunque a darla alla luce. Non aveva avuto notizie di suo padre se non da una foto, che lo ritraeva assieme alla moglie. L'episodio termina con l'arrivo di Ivy, insanguinata, nel garage di Stefan: Enzo prima di ucciderla le aveva dato il suo sangue, dunque ora è un vampiro. 
- Special guest star: Colin Ferguson (Tripp Cooke).
- Guest star: Marguerite MacIntyre (Sceriffo Liz Forbes), Jodi Lyn O'Keefe (Jo Laughlin), Emily C. Chang (Ivy), Gabrielle Walsh (Monique/Sarah Salvatore), Chris Wood (Kai Parker), Chris William Martin (Zach Salvatore).
- Altri interpreti: Tadasay Young (Gail), Christopher Johnson (Chuck), Jason MacDonald (Grayson Gilbert).
- Ascolti USA: telespettatori 1 660 000 – share (18–49 anni) 3%[5]

## Il mondo è andato avanti e mi ha lasciato qui
- Titolo originale: The World Has Turned and Left Me Here
- Diretto da: Leslie Libman
- Scritto da: Brett Matthews

### Trama
Tripp chiama Stefan per ringraziarlo di avergli consegnato Enzo, a cui sta tentando di estorcere il maggior numero di informazioni sugli altri vampiri. Gli riferisce, inoltre, che Enzo ha confessato la presenza di un vampiro a Savannah (dove vive Stefan), quindi il ragazzo è costretto a tornare vicino a Mystic Falls con Ivy, la quale non ha alcun controllo sulla sua nuova natura di vampiro, infatti ha ucciso il capo di Stefan, nutrendosi di lui e completando la sua trasformazione. Stefan giunge al Whitmore College con Ivy, chiedendo aiuto a Caroline. Anche se la vampira cerca di gestirla, Ivy riesce comunque a scappare dopo averle spezzato il collo. Quando Caroline si risveglia, cerca di rintracciare Stefan al cellulare, ma non le risponde. Stefan va a chiedere aiuto ad Alaric, infatti era venuto al Whitmore College proprio per chiedere all'Originale di soggiogare Ivy per spingerla a dimenticarlo; Alaric però rimprovera Stefan perché lui per primo ha abbandonato Damon, facendogli capire che lui non è l'unico a sentire la sua mancanza visto che Damon era il suo migliore amico. Stefan, dopo aver sentito la segreteria, torna da Caroline. Lei rimane sconvolta nel sapere che Stefan stava nuovamente lasciando la città, abbandonando Ivy alle cure dell'amica. Arrabbiata, chiede a Stefan di lasciarla in pace. Poco dopo riceve una chiamata da Ivy: si è nutrita di un uomo ma non è stata capace di soggiogarlo, quindi c'è una persona che sta vagando per la città terrorizzata dal suo attacco. Elena, ignara di tutto, invita Liam all’ "Homecoming Corn Maze", una festa in un labirinto di grano vicino al college. Durante i festeggiamenti, il ragazzo aggredito da Ivy, compare all'improvviso in strada di fronte all'auto in corsa di Tyler, che per evitarlo sterza nel campo della festa, ferendo numerose persone. Sceso dalla macchina, Tyler si accorge che il ragazzo attaccato dalla vampira poco prima è stato comunque investito ed è in fin di vita. Terrorizzato, chiama Elena perché gli dia il suo sangue per farlo guarire. La giovane non può correre da lui, pur volendolo, perché attorno ad Elena ci sono molte altre persone che hanno bisogno del suo aiuto a causa dell'incidente automobilistico. Anche la dottoressa Jo e Alaric, presenti alla festa, cercano di fare il possibile per aiutare chi è in difficoltà. Liam trova una ragazza ferita gravemente e la dà per spacciata, così chiede aiuto a Elena. Lei gli dice che può farcela da sola e fa in modo che Liam vada ad aiutare gli altri. In sua assenza dà alla giovane un po' del suo sangue, guarendola. Il peggio è passato e arrivano le ambulanze: Liam vede la ragazza ferita gravemente camminare e stare bene, e chiede ad Elena come sia possibile. La vampira invece di rispondergli lo bacia, per distrarlo. Intanto Liv trova Tyler, ancora disperato per l'accaduto. Quando si rendono conto che non si può fare nulla per salvare l'uomo investito, Tyler si dispera, perché sa che in questo modo si riattiverà il suo gene della licantropia. Liv per aiutarlo, uccide il ragazzo, così diventa lei l'assassina e non Tyler. All'ospedale, Jo confessa i suoi sentimenti per Alaric, che però la soggioga per dimenticarsi di ciò che prova per lui. La compulsione però non riesce e Jo lo bacia prima di lasciarlo solo. Caroline sta andando a prendere Ivy in macchina, ma Tripp arriva poco prima di lei. Vedendo Ivy coperta di sangue, si rende conto che di fronte a sé c'è un vampiro, e la cattura, mentre Caroline vede tutto nell'abitacolo della sua auto. Nel 1994 Damon cerca di convincere Bonnie a collaborare con Kai, perché è l'unico modo che hanno per tornare a casa, ma lei non ne ha alcuna intenzione, dato che Kai è un assassino spietato. Quando si rende conto che però lui non conosce l'incantesimo, Bonnie lo uccide e cerca di terminare la procedura da sola. Ormai i due sono pronti per tornare nel presente quando ricompare Kai, che non può morire, il quale colpisce Bonnie con una balestra. Damon e Kai cominciano a lottare, mentre Bonnie, ferita, si rende conto che in questo modo perderanno la loro occasione. Con la sua magia spedisce l'Ascendente nelle mani di Damon, che non ha alcuna intenzione di lasciare lì la sua amica, ma proprio in quell'istante l'oggetto si attiva e lo rimanda nel mondo reale, mentre l'ascendente viene distrutto. Stefan decide di lasciare la sua cittadina natale per sempre, ma prima fa una piccola visita alla cripta di famiglia, ed esprime la sua sofferenza per la morte del fratello maggiore, affermando di sentirsi perso senza di lui, ma proprio in quel momento arriva Damon, e nonostante Stefan sia perplesso nel vederlo, si abbracciano. 
- Special guest star: Colin Ferguson (Tripp Cooke).
- Guest star: Penelope Mitchell (Liv Parker), Jodi Lyn O'Keefe (Jo Laughlin), Emily C. Chang (Ivy), Marco James (Liam Davis), Chris Wood (Kai Parker).
- Altri interpreti: Vincent Farrell (Ragazzo del college).
- Ascolti USA: telespettatori 1 580 000 – share (18–49 anni) 3%[6]

## Più mi ignori e più mi avvicino
- Titolo originale: The More You Ignore Me, the Closer I Get
- Diretto da: Garreth Stover
- Scritto da: Chad Fiveash e James Stoteraux

### Trama
Tripp attraversa i confini di Mystic Falls con il suo furgone, con dentro Ivy e altri vampiri, e, a causa della magia dei Viaggiatori, la ragazza muore tornando a essere una ragazza con il collo spezzato, dato che è in questo modo che Enzo l'aveva uccisa. Intanto Stefan abbraccia Damon, ricomparso di fronte ai suoi occhi. Stefan chiede al fratello come sia possibile che sia di nuovo lì. Damon gli racconta tutto, ma prega Stefan di non rivelare che Bonnie fosse intrappolata con lui nel mondo soprannaturale, per non far soffrire le sue amiche. Il suo desiderio più grande è di rivedere Elena, ma Damon scopre da Stefan che Elena ha subito il soggiogamento di Alaric. 
Quando si diffonde la notizia del ritorno di Damon, Elena comincia ad evitarlo, non provando alcun sentimento per lui. Alaric la prega di far sì che i suoi ricordi ritornino, ma lei rifiuta facendosi promettere che sarà solo quando lei lo vorrà che Alaric annullerà la compulsione. L'uomo accetta e le chiede di indagare sul perché Jo non possa essere soggiogata, i due ipotizzano che probabilmente lei è una strega dato che solo loro sono immuni alla compulsione. Matt avverte Caroline e Alaric del rapimento di Enzo e i tre decidono di salvarlo. Collabora anche Stefan, anche se è a causa sua se si trovano in questa situazione, perché la vita di tutti gli amici è in pericolo, Stefan vuole salvare Enzo solo perché lui e Damon sono amici. Sarah entra nell'ufficio di Tripp per trovare informazioni su suo padre, e lì vede Matt, anch'egli entrato di nascosto. I due trovano il cellulare di Ivy, sul quale è registrato come ultima chiamata il numero di Caroline: Matt capisce che Tripp sa che la ragazza è un vampiro. Il giovane Donovan dice a Sarah di allontanarsi da Mystic Falls, spiegandole che i fratelli Salvatore ancora in vita sono due vampiri e che quindi non troverà la famiglia che ha sempre voluto. Jeremy incontra Damon e gli chiede di Bonnie, ma Damon preferisce continuare a mentire dicendo al giovane Gilbert che Bonnie ha trovato la pace. All'ospedale, Elena pedina Jo, che non sta assumendo verbena. Il medico, notandola, la informa di essere a conoscenza del fatto che lei e Alaric sono vampiri, dato che Liam l'aveva informata della miracolosa guarigione della ragazza ferita alla festa. Elena si rende conto che se non è la verbena a renderla immune alla compulsione allora Jo deve essere una strega: la donna non risponde alla sua supposizione, se lei stessa non farà domande allora Elena dovrà fare altrettanto. Damon è in camera di Elena e Caroline, la sua ex lo chiama per dargli appuntamento proprio nella sua stanza. Mentre si trova lì, però, viene rapito da Tripp, che era lì per Caroline, e dopo avergli iniettato della verbena lo conduce nel suo furgone assieme ad Enzo. Alaric e Stefan si mettono subito sulle tracce dell'auto di Tripp, fermandosi proprio sul confine di Mystic Falls. Anche Elena e Caroline bloccano un'altra strada che conduce a Mystic Falls. Elena dice all'amica, mentre aspettano, che ha deciso di riprendersi tutti i suoi ricordi legati a Damon. Alaric parla con Stefan dicendogli che la vera ragione per cui ha cercato un modo per riportare indietro Damon non era legata alla loro amicizia, ma soltanto per distrarsi dal suo problema nell'adattarsi alla sua nuova natura di vampiro, perché lui ormai si considera solo un mostro. Tripp arriva seguendo la strada bloccata da Stefan e Alaric. Quest'ultimo fa fermare Tripp facendogli credere che la sua auto ha dei problemi, e che quindi ha bisogno di aiuto, ma poi aggredisce Tripp, il quale fa partire il furgone che attraversa il confine di Mystic Falls ribaltandosi, portando con sé Alaric. Stefan decide di oltrepassare il confine per salvare il fratello appena ritrovato e Enzo. I tre anche se feriti riescono a salvarsi, ma Alaric è rimasto nella città. Improvvisamente interviene Jo, che aveva seguito Alaric, e invece di spostarlo cerca di arrestare la sua emorragia. Alaric rischia di fare la stessa fine di Ivy, infatti la ferita da pugnale di Esther (col la quale in principio era morto) si riapre, ma Jo arresta l'emorragia e riesce a salvare Alaric, facendolo ritornare umano. Alaric e Elena parlano al cellulare, l'uomo è dispiaciuto per lei perché ora che è umano non potrà più restituire alla vampira i suoi ricordi, comunque Elena è felice per lui dato che sapeva quanto Alaric odiasse essere un Originale. Alaric ringrazia Jo per avergli restituito la sua vita. Stefan parla con Caroline per scusarsi con lei, ma la ragazza non vuole nemmeno sentirlo, non riuscendo a perdonarlo per il modo orribile in cui l'ha trattata. A fine episodio Damon e Elena hanno finalmente modo di rivedersi.
- Special guest star: Colin Ferguson (Tripp Cooke).
- Guest star: Jodi Lyn O'Keefe (Jo Laughlin), Emily C. Chang (Ivy), Gabrielle Walsh (Monique/Sarah Salvatore).
- Ascolti USA: telespettatori 1 590 000 – share (18–49 anni) 2%[7]

## Ti ricordi la prima volta?
- Titolo originale: Do You Remember the First Time?
- Diretto da: Darren Genet
- Scritto da: Rebecca Sonnenshine

### Trama
Damon e Elena finalmente si rivedono, ma lei è molto fredda con lui, perché nonostante sia consapevole dei sentimenti che provava per Damon, a causa della compulsione di Alaric lei ricorda solo le cose brutte che lui fece in passato. Damon va a trovare Alaric in ospedale, e nonostante sia ancora arrabbiato con lui per aver manipolato la mente di Elena, è felice che il suo migliore amico stia bene. Enzo, Stefan e Matt si occupano di Tripp, il cacciatore è stato catturato, Matt propone di fargli smaltire la verbena e di manipolare la sua mente per farlo andare via da Mystic Falls, ma Enzo prima vuole conoscere i nomi dei suoi complici. Elena è confusa su cosa fare con Damon, ma Caroline le consiglia di lasciar perdere e di godersi la vita, e di prestare più attenzione a Liam visto che lui è evidentemente attratto da lei. La madre di Caroline telefona alla figlia per dirle che gli uomini di Tripp l'hanno rapita e che rivogliono Tripp indietro. Tripp rimprovera Matt per il fatto che stringe alleanze con i vampiri, intanto Caroline e Stefan vanno a liberare il cacciatore, con l'approvazione di Enzo, ma Caroline non può fare a meno di arrabbiarsi con Stefan per aver stretto un'alleanza con Enzo che ora può costare la vita a sua madre. Enzo mette in imbarazzo Caroline facendo capire a Stefan che il motivo per cui lei è così arrabbiata per la distanza emotiva che lui ha sviluppato nei suoi confronti durante l'estate è dovuta al fatto che Caroline prova dei sentimenti per lui. Bonnie cerca di combattere contro Kai nell'altra dimensione, ma lui è troppo forte e astuto, quindi, con l'eclisse, obbliga Bonnie a farli ritornare nel mondo reale, ma lei non vuole liberare un assassino violento come lui, quindi si priva dei suoi poteri e li sigilla dentro il suo orsacchiotto, che fa sparire. Alaric e Jo vanno a una serata di beneficenza per l'ospedale, a cui prendono parte pure Elena e Liam. Damon, che è venuto pure lui alla festa, è visibilmente geloso nel vederli insieme. Damon e Elena ballano insieme, Elena ammette di aver sbagliato a chiedere ad Alaric di resettare i suoi ricordi, quindi chiede a Damon di portarla nel posto in cui lei gli disse di amarlo per l'ultima volta. Damon porta la sua ex al confine di Mystic Falls, dove lei gli disse di amarlo, poco prima di morire, ma Elena non ricorda nulla, quindi con un gesto impulsivo oltrepassa leggermente il confine della città rischiando di morire, ma recuperando qualche frammento di memoria, anche se niente di concreto. Stefan, Caroline e Matt portano Tripp al confine di Mystic Falls, dove i suoi uomini tengono ancora Liz in ostaggio, Tripp viene liberato, e anche Liz, ma quando Tripp oltrepassa il confine di Mystic Falls, muore per una ferita da taglio alla gola, infatti, senza che nemmeno Tripp ne fosse a conoscenza, Enzo lo aveva trasformato in un vampiro, e oltrepassando il confine della città è morto dato che la magia del vampirismo che lo teneva in vita era svanita. Damon riaccompagna Elena al dormitorio, e afferma che in fondo non è così grave il fatto che non ricorda niente di lui, perché forse la vampira starebbe meglio senza di lui. Caroline e Stefan portano Liz in ospedale, e nonostante Caroline non ne voglia discutere, Stefan vuole capire perché lei provava dei sentimenti per lui, la vampira risponde che lo considerava un ragazzo straordinario, il suo migliore amico, ma soprattutto qualcuno di cui potersi fidare; Stefan non capisce cosa realmente prova per lei, ma la ragazza è sicura del fatto che Stefan non prova niente nei suoi confronti, perché altrimenti non se ne sarebbe andato via da Mystic Falls in quella maniera ignorandola per tutta l'estate, e che adesso lei non prova più nulla per lui, e che lo odia. Jo invita Alaric a casa sua, la donna va a cambiarsi nell'altra stanza, e Alaric la guarda mentre si spoglia dal riflesso di uno specchio e vede che Jo ha una ferita sull'addome, e incuriosito, le chiede come se la sia procurata: la donna risponde che suo fratello cercò di ucciderla sventrandola, infine lei e Alaric si baciano. Damon, triste, va alla cripta e si ubriaca, ma ad un tratto vede l'orsacchiotto di Bonnie, che la ragazza è riuscita a far passare dall'altra dimensione; Damon sorride perché capisce che probabilmente c'è un modo per far ritornare la sua amica dal mondo prigione.
- Special guest star: Colin Ferguson (Tripp Cooke).
- Guest star: Penelope Mitchell (Liv Parker), Marguerite MacIntyre (Sceriffo Liz Forbes), Chris Brochu (Luke Parker), Jodi Lyn O'Keefe (Jo Laughlin), Marco James (Liam Davis), Chris Wood (Kai Parker).
- Altri interpreti: Brody Wellmaker (Greg).
- Ascolti USA: telespettatori 1 540 000 – share (18–49 anni) 2%[8]

## Dissolto in te
- Titolo originale: Fade Into You
- Diretto da: Joshua Butler
- Scritto da: Nina Fiore e John Herrera

### Trama
In un flashback ambientato nel 1994, Kai cerca di uccidere i suoi fratelli. La scena si interrompe mentre l'assassino alza il letto, dove sono nascosti i suoi fratelli. Intanto, nella prigione soprannaturale, Bonnie e Kai, vanno a casa sua per la cena di ringraziamento. Anche Elena, Caroline e Jo si preparano alla loro cena al Whitmore College, parlando di Liam, il nuovo ragazzo di Elena. Damon, Stefan e Alaric si recano presso la congrega Gemini, ma non riescono a trovare niente. Preso dall'ira, Stefan lancia l'orsacchiotto pieno di magia di Bonnie nel nulla, facendo comparire la casa della famiglia di Kai. Grazie a Jo, che ha compromesso le analisi di Lady Withmore, Elena non deve spiegare a Liam che è un vampiro. Nel frattempo, visto che nella casa è vietato l'accesso ai vampiri, ad entrare nell'abitazione è Alaric. Nel mondo-prigione, Kai cerca di guadagnare tempo con Bonnie. Alla cena di Caroline arrivano tutti gli ospiti tra cui vi sono Tyler, Liv, Luke, Jo, Liam e ovviamente Caroline ed Elena. Luke mostra un video del compleanno di Liv e il suo (essendo gemelli) e Jo riconosce la sua voce, chiarendo loro che lei è la loro sorella. Poi Jo spiega il motivo del tentato omicidio da parte di Kai alla loro famiglia: alla congrega serve un leader, però nella famiglia ci sono due coppie di gemelli, che devono "fondersi" al compimento del ventiduesimo compleanno. 
Kai voleva essere il leader, quindi tentò di uccidere gli altri due gemelli, ovvero Luke e Liv. Con un flashback, Jo torna al giorno dell'assassinio, sotto il letto: con un incantesimo fa diventare invisibile i due gemelli e, alzando il letto, Kai non li vede. Uscendo a cercarli, Kai permette a Josette di uscire di casa. La ragazza ripone la sua magia in un coltello e, ingannando Kai, gli propone di fondersi. La cerimonia ha inizio: uno di loro tecnicamente dovrebbe morire, ma essendo Jo senza magia, non succede niente. Il padre di Jo, rinchiude dunque suo figlio nel mondo-prigione. Nel mondo reale, Damon incontra il padre dei gemelli, che lo fa diventare invisibile ed entrare a casa sua. È in questo preciso istante che Damon fa capire (erroneamente) di voler liberare Kai. Così il padre tenta di uccidere Jo con un incantesimo. Alla cena, Jo comincia a sentirsi male. Chiamata da Alaric, la donna spiega di andare nel luogo dove mise il coltello e lanciarlo verso la casa per farla comparire. Sempre al telefono, Josette invita dunque Stefan ad entrare, impedendo al padre di concludere l'incantesimo. La donna sta per morire ed Elena decide di aiutarla: nonostante Liam sia presente, la vampira le dona il suo sangue. Dopodiché, mentre Jo si riprende, Elena soggioga il ragazzo per fargli dimenticare tutto. Nel mondo-prigione, Kai capisce dove sua sorella ha messo il coltello, quindi trova la versione analoga che si trova in quella dimensione, e risucchia tutta la magia presente in esso. Poi prende il sangue di Bonnie per l'incantesimo per tornare nel mondo reale. Bonnie si risveglia e si trova da sola, abbandonata. Damon soggioga Alaric affinché prenda l'ascendente di Jo. Di ritorno a casa, Stefan e Caroline hanno modo di parlare: il ragazzo si scusa con lei confessandole che ha ignorato l'amica per tutta l'estate perché la morte di Damon lo aveva distrutto, e lei era l'unica che avrebbe messo a nudo tutta la sua tristezza. Successivamente Damon e Elena conversano, Elena gli riferisce che ha deciso di lasciare Liam, infine Damon promette alla sua ex che farà di tutto per far tornare Bonnie nella realtà.
- Guest star: Penelope Mitchell (Liv Parker), Chris Brochu (Luke Parker), Jodi Lyn O'Keefe (Jo Laughlin), Marco James (Liam Davis), Chris Wood (Kai Parker), Christopher Cousins (Joshua Parker).
- Altri interpreti: Kimberly Leemans (Jo Laughlin da giovane), Bella Lotz (Liv Parker da bambina), Corbyn Kennedy (Luke Parker da bambino).
- Ascolti USA: telespettatori 1 680 000 – share (18-49 anni) 2%[9]

## Da sola
- Titolo originale: I Alone
- Diretto da: Kellie Cyrus
- Scritto da: Brian Young e Holly Brix

### Trama
Alaric passa una romantica serata con Jo, e dopo averle fatto dire dove nasconde l'ascendente, lo ruba, dato che Damon ha plagiato la mente dell'amico. Damon vuole usare l'ascendente per recuperare Bonnie dal mondo prigione, Elena informa Jeremy della cosa, ma lui non è particolarmente entusiasta, visto che ha smesso di farsi illusioni. Con l'ascendente e il sangue di Lucy, Liv ha tutto il necessario per portare Damon e Elena nel mondo prigione, incuriosita dal fatto che Jo ha dato a Damon l'oggetto magico nonostante il rischio che Kai possa liberarsi e uccidere la gemella, ma Damon mente sia a lei che a Elena dicendo che Jo ha prestato l'oggetto a Damon. 
Liv fa giungere i due vampiri nel mondo prigione, puntualizzando che avrà un numero limitato di ore per riportarli indietro. Matt organizza un incontro tra Sarah e Stefan, anche Enzo prende parte all'incontro, Stefan è sorpreso di conoscere la sua presunta pronipote. Kai, reduce dalla sua lunga permanenza nel mondo prigione, va a trovare Liv mentre lei lavora al bar. Elena e Damon giungono nel limbo temporale ma Bonnie non è a Mystic Falls, comunque riesce a mettersi in contatto con loro, lei e Elena sono felici di poter finalmente parlare dopo tanto tempo, alla fine si danno appuntamento nella versione analoga della casa di Elena che si trova in quella dimensione, per riportarla nel mondo reale. Stefan e Sarah, intanto, iniziano a conoscersi, ma Stefan la invita a venire via con lui, lontani da Enzo, così i due se ne vanno, e Enzo trova sospetta tutta questa riservatezza da parte di Stefan, infatti parlando con Matt afferma che Stefan ha dei segreti. Liv è ancora al bar con Kai, il quale le fa vedere un suo documento, facendole capire che lui è suo fratello, dopo averla toccata assorbe la sua magia, ma Tyler arriva all'ultimo momento, mettendo Liv in salvo. Jo non riesce a trovare l'ascendente, e capisce che Alaric lo ha rubato visto che è l'unico a cui ha detto dove si trova, e non ci mette molto a capire che è stato Damon a manipolarlo con la compulsione. Elena alla fine estorce a Damon la verità, e lui ammette di aver manipolato Alaric per rubare l'ascendente, Elena è delusa perché lei è dell'idea che Damon voglia aiutare Bonnie solo per fare colpo sulla sua ex e riconquistarla, ma Damon la contraddice, perché l'unica ragione per cui fa tutto ciò è per Bonnie, visto che è solo merito suo se è riuscito a sopravvivere al periodo passato lì e a uscirvi; Elena si scusa con lui per aver chiesto ad Alaric di cancellarle i bei ricordi legati a lui, perché in parte erano pure suoi. Intanto Stefan, che è in auto con la presunta Sarah Salvatore, le dice che è a conoscenza della verità, cioè che lei non è la vera Sarah, infine fermando l'auto i due parlano: il suo vero nome è Monique, lei e Sarah si sono conosciute a un campo estivo, e dato che Sarah non era interessata a conoscere la sua vera famiglia in Virginia, Monique decise di assumerne l'identità dato che non è mai stata soddisfatta della sua vita, Stefan lo sapeva perché, anche se la vera Sarah non ha mai fatto la sua conoscenza, lui si è sempre preso cura di lei, facendola adottare da una buona famiglia. Stefan ha sempre voluto tenerla lontana da Mystic Falls per darle una vita normale, quindi usando la compulsione convince Monique a sparire, ma Matt e Enzo arrivano sul posto e Enzo minaccia Stefan di uccidere Monique se lui non sarà sincero, conscio che nasconde qualcosa. Stefan pur di proteggere Sarah, lascia che Enzo uccida Monique. Elena e Damon stranamente tornano nel mondo reale, anche se avevano ancora del tempo a disposizione, infatti Liv li ha riportati indietro perché adesso deve nascondersi urgentemente a Mystic Fall per difendersi da Kai, dato che lì la magia non ha effetto. Matt rimprovera Stefan per non aver salvato Monique nonostante ne avesse la possibilità, sostenendo che lui non è migliore di Enzo, dato che per i vampiri la vita umana non ha molto valore, e che Tripp aveva ragione ad avere paura di loro. Damon è deluso, ma con l'ascendente avrà altre occasioni per recuperare Bonnie, ma all'ultimo momento arriva Kai che con i poteri di Liv dà fuoco all'ascendente, in questo modo Damon non potrà più salvare la strega, Kai poi oltrepassa il confine di Mystic Falls e scappa. Alaric raggiunge Damon, rivelandogli che oltrepassando il confine di Mystic Falls ha preso coscienza delle manipolazioni di Damon, quest'ultimo lo informa che Kai è scappato dal mondo prigione, anche se non è stata colpa sua; Alaric prende Damon a pugni. Elena telefona a Jeremy per dirgli che non sono riusciti a portare via Bonnie dal mondo prigione, ma lui già se lo aspettava. Matt sprona Jeremy ad aiutarlo a catturare e uccidere Enzo. Damon è arrabbiato perché Bonnie è tutta sola nel limbo temporale, mentre lei, non vedendo Damon e Elena nella casa di quest'ultima, inizia a piangere per la disperazione. Kai fa visita a Tyler e gli chiede se vuole stringere un patto con lui per salvare Liv.
- Guest star: Penelope Mitchell (Liv Parker), Jodi Lyn O'Keefe (Jo Laughlin), Gabrielle Walsh (Monique/Sarah Salvatore), Chris Wood (Kai Parker).
- Altri interpreti: Dominick Vicchiullo (Autista del taxi).
- Ascolti USA: telespettatori 1 490 000 – share (18–49 anni) 2%[10]

## Natale con i tuoi occhi
- Titolo originale: Christmas Through Your Eyes
- Diretto da: Michael Allowitz
- Scritto da: Caroline Dries

### Trama
Kai promette a Tyler la salvezza di Liv e Luke se in cambio il giovane Lockwood collaborerà per far avvenire la fusione di Kai con la sua gemella Jo. Quest'ultima è stata rapita da Kai durante un'operazione all'ospedale e portata alla tomba di famiglia dei Salvatore. Tyler parla con Luke e Liv: il primo non sembra tanto convinto, ma alla fine entrambi i fratelli accettano di allearsi con Kai. Intanto lo sceriffo Forbes chiede aiuto a Stefan per i preparativi di Natale al Withmore, cercando di riavvicinare il vampiro a sua figlia Caroline. Mentre sono nel dormitorio del college, Liz ha un malore e perde i sensi. Elena e Damon nel frattempo, cercano invano un oggetto che possa prendere il posto dell'ascendente. Bonnie, intrappolata nel 1994, addobba un albero di Natale nel cortile della scuola di Mystic Falls. Alaric parla con Damon e Elena, dicendo loro che Kai ha rapito Jo, ma Damon non sembra preoccupato perché Kai, per fare l'unione, ha bisogno che Jo sia in possesso dei suoi poteri, che però ha sigillato nel coltello, che è in possesso di Damon, ma quest'ultimo si accorge che è sparito, infatti Tyler è riuscito a rubarlo al vampiro, consegnandolo a Kai. Jo si risveglia e il gemello tenta di trasferire nuovamente la magia racchiusa nel coltello nel corpo della sorella ferendola ripetutamente alla spalla. Tuttavia la cosa non funziona, in quanto dev'essere Jo a voler recuperare i suoi poteri. Luke lascia il cimitero, Damon va da lui e obbliga il giovane stregone a dirgli dov'è Kai, quindi Luke si vede costretto a collaborare, dunque Damon e Alaric vanno a salvare Jo. Il vampiro si scusa con l'amico per averlo manipolato e Alaric sembra convinto del pentimento. Prima di andarsene, Kai ordina a Liv di convincere la sorella a riprendersi i suoi poteri e la ragazza fa come dice, sperando che Jo possa battere il fratello. Tornato al cimitero, Kai nota che Jo non ha ancora riacquistato i poteri e se la prende con Liv. Per impedire che faccia del male a sua sorella, Jo decide di assorbire i poteri dal pugnale. A quel punto arrivano Alaric e Damon, i quali cercano di uccidere Kai. Jo lo impedisce, dicendo di lasciarlo vivo in modo da permetterle di praticare meglio la sua magia in preparazione dell'unificazione. Elena, saputo dello sceriffo, si reca all'ospedale dov'è ricoverata Liz. Qui, soggioga un'infermiera che le fa sapere del tumore contratto dallo sceriffo. Il tumore non è operabile e alla donna rimane poco da vivere, Stefan sente che è un suo dovere dire a Caroline la verità. Damon non è soddisfatto della decisione di Alaric di assecondare Jo, così Alaric lega Kai ad una tomba all'interno del confine della città per impedire a Damon di ucciderlo. Damon vuole punire Kai per quanto accaduto a Bonnie, ma Alaric cerca di farlo ragionare, facendogli capire che uccidere Kai non lo farà sentire meglio. Kai elabora una teoria e assorbe l'incantesimo fatto su Mystic Falls dai Viaggiatori ottenendo un potere enorme. Dopodiché si libera, attacca Damon e Alaric e infine scappa. Jeremy e Matt rapiscono Enzo, dopo averlo attirato con una trappola dicendogli che avevano raccolto delle informazioni su Stefan che potevano tornargli utili, per poi metterlo fuori gioco. Jeremy decide di lasciare Matt da solo in quanto crede che l’amico stia diventando come Tripp, quest'ultimo porta il vampiro all'interno dei confini della città, affinché muoia. Alaric si trova per terra dopo lo scontro con Kai e Damon lo aiuta a rialzarsi. L'uomo nota che il vampiro ha oltrepassato il confine della città senza danni e i due si accorgono che Kai ha liberato la città dal loro sortilegio. Matt si illude di aver sconfitto Enzo, ma dato che l'incantesimo dei Viaggiatori è stato spezzato, le posizioni cambiano e Enzo rapisce Matt. Stefan spiega la situazione di Liz a Caroline e la ragazza rimane colpita dal fatto che sua madre non gliel'abbia confidato, comunque lei non si arrende, secondo la ragazza potrebbe essere possibile guarire la madre con il sangue di vampiro, ma Stefan non è sicuro della cosa dato che non ci sono mai state documentazioni sull'effetto che il sangue di vampiro ha sui tumori. Damon e Stefan finalmente possono tornare a vivere nella loro tenuta visto che non è più soggetta alla maledizione dei Viaggiatori. Stefan fa un regalo di Natale al fratello maggiore, la sua auto rimessa a nuovo, dopo che Damon l'aveva distrutta facendo saltare in aria il Grill per uccidere i Viaggiatori; Damon apprezza il dono e abbraccia Stefan. Enzo informa Matt che non gli farà del male: il vampiro vuole infatti che il ragazzo lo aiuti a scoprire i segreti più oscuri di Stefan, così da comprovare la sua teoria che è una persona crudele. Nel limbo temporale, Bonnie dà fuoco all'albero che aveva addobbato. Elena bussa alla porta di casa Salvatore, Damon apre, ma non c'è nessuno e pensa sia uno scherzo. La verità è che Elena è stata colpita da Kai con un incantesimo di occultamento, lo stregone, poi, la rapisce dopo averla tramortita.
- Guest star: Penelope Mitchell (Liv Parker), Marguerite MacIntyre (Sceriffo Liz Forbes), Chris Brochu (Luke Parker), Jodi Lyn O'Keefe (Jo Laughlin), Chris Wood (Kai Parker).
- Altri interpreti: David An (Dottore), Pam Smith (Dottoressa), Carina Worm (Paziente).
- Ascolti USA: telespettatori 1 820 000 – share (18–49 anni) 3%[11]

## Lezioni di magia
- Titolo originale: Woke Up with a Monster
- Diretto da: Paul Wesley
- Scritto da: Melinda Hsu Taylor

### Trama
Più potente che mai, Kai tiene prigioniera Elena mentre impara a controllare la sua appena acquisita magia, facendo esperimenti su di lei, dato che un vampiro non può morire. Prima la porta al Mystic Grill, dopo aver ucciso il direttore del bar, e poi la porta nel suo vecchio liceo. A casa Salvatore, Liv e Alaric cercano di preparare Jo per l'imminente cerimonia di fusione con Kai, ma ben presto si rendono conto del fatto che Jo è molto più debole di quanto pensassero. Damon invece è in ospedale rimanendo vicino a Liz. Dopo aver portato lo sceriffo a casa dall'ospedale, Caroline decide di andare in North Carolina, alla Duke, in cerca di una cura per il cancro di sua madre, visto che da quelle parti lavora un'esperta di tumori. 
Stefan decide di accompagnarla perché in realtà vuole fare visita alla sua pronipote di quarto grado, Sarah Nelson, che studia fotografia alla Duke. La dottoressa a cui si rivolge Caroline non le dà buone notizie, perché non c'è cura per il cancro di Liz e i trattamenti peggiorerebbero di molto la qualità della sua vita. Sentendo di un paziente nelle sue stesse gravi condizioni, Colin Phelps, la vampira decide di tentare di salvarlo facendogli bere un po' del suo sangue, guarendolo all'istante. Nel frattempo Stefan si reca a una mostra d'arte organizzata da alcune matricole universitarie, tra queste c'è Sarah, la figlia del suo pronipote Zach, la quale espone le sue fotografie. Il vampiro viene però colto di sorpresa quando Enzo fa la sua apparizione chiedendo di sapere cosa stia nascondendo. Dice a Stefan di averlo pedinato, curioso di scoprire perché abbia tenuta segreta l'esistenza di questa ragazza. La risposta è semplice: Sarah non sa dell'esistenza di Stefan, quest'ultimo non voleva rischiare di coinvolgerla nella sua vita e metterla in pericolo, preferendo tenerla lontana da Damon, il quale non è nemmeno a conoscenza della sua esistenza. Damon scopre che Elena è stata rapita da Kai e che si trova nel suo vecchio liceo, quindi lui e Liv vanno a salvarla, ma la ragazza viene rapita da Luke, che non vuole che si metta nei guai. Damon allora si vede costretto a collaborare con Jo, quindi il vampiro e la strega entrano nell'edificio scolastico. Matt e Liz, intanto, guardano il cadavere del direttore del Grill, e Matt non può fare a meno di lamentarsi perché le creature magiche sono tornate a Mystic Falls da poco e hanno già iniziato a mietere vittime, ma proprio in quel momento Liz inizia a sentirsi debole, e quindi Matt la riporta a casa. Liv si arrabbia con Luke per aver lasciato Damon da solo, inoltre il ragazzo informa la sorella che il padre li rivuole entrambi con sé per adempiere ai doveri della congrega, Liv è consapevole che se lei e Luke si fondessero sarebbe proprio Liv a morire perché il suo gemello è più potente di lei, ma fa capire al fratello che ci sono cose più importanti della congrega. Elena, sotto le torture di Kai, gli chiede se si è sentito almeno un po' in colpa per l'omicidio dei suoi fratelli, ma lui risponde che ucciderli gli è piaciuto e che nonostante sia consapevole che è una persona cattiva, ciò non gli crea problemi. Damon e Jo si apprestano a salvare Elena, e nel mentre Jo capisce che Damon non l'ha presa in simpatia perché lui e Alaric sono come due fratelli, e Jo, essendosi messa in mezzo tra loro, è sempre posta su un piedistallo agli occhi del fidanzato, diversamente da Damon. Jo e Damon cercano di portare Elena in salvo, purtroppo Kai sconfigge Damon facilmente, ma alla fine arrivano Alaric e Jeremy, quest'ultimo ferisce Kai con una freccia, mentre Alaric lo narcotizza, facendogli perdere i sensi. Il salvataggio eroico di Damon suscita in Elena una ragione in più per tornare ad amarlo. Enzo parla con la curatrice della mostra di fotografie, facendo un discorso inquietante su Stefan e la vendetta, facendo intendere che Sarah avrà un ruolo determinante nel suo piano, inoltre acquista tutte le sue foto. Damon parla con Alaric e cerca di essere onesto con lui dicendogli che probabilmente Jo non riuscirà a sopravvivere alla fusione con il gemello, perché Kai è troppo forte, ma Alaric ha fiducia nella sua fidanzata. Stefan riaccompagna Caroline a casa e le racconta la verità su Sarah, facendole promettere di non dire niente a nessuno, Caroline lo ringrazia per averla sostenuta e aiutata. Caroline cerca di convincere sua madre a bere il suo sangue dopo aver scoperto che può guarire il cancro. Caroline è consapevole che un giorno Liz morirà, visto che non è immortale come lei, ma non è pronta a lasciarla morire adesso perché vuole fare ancora tante cose con lei, desiderio condiviso anche dalla madre, la quale beve il sangue della figlia. L'episodio si conclude con Colin, l’uomo a cui Caroline aveva fatto bere il suo sangue, che anche se all'inizio sembrava guarito, alla fine muore tra atroci dolori in ospedale. 
- Guest star: Penelope Mitchell (Liv Parker), Marguerite MacIntyre (Sceriffo Liz Forbes), Chris Brochu (Luke Parker), Jodi Lyn O'Keefe (Jo Laughlin), Tristin Mays (Sarah Nelson), Chris Wood (Kai Parker).
- Altri interpreti: Drew Stephenson (Colin), Karen Abercrombie (Oncologa), Yvonne Welch (Proprietaria della galleria).
- Ascolti USA: telespettatori 1 630 000 – share (18–49 anni) 2%[12]

## Una preghiera per morire
- Titolo originale: Prayer for the Dying
- Diretto da: Jeffrey Hunt
- Scritto da: Brett Matthews e Rebecca Sonnenshine

### Trama
Il giorno del suo ventiduesimo compleanno Liv passa la notte con Tyler. Il padre della ragazza, Joshua, la sorprende facendole una sorpresa. Liv e Luke vogliono parlare con lui e convincerlo a non fare l'unione perché Liv morirebbe sicuramente, quindi i 2 gemelli pranzano col padre per discuterne. 
Nel frattempo Kai è tenuto drogato sotto la sorveglianza di Damon fino a che non verrà trovata una soluzione. Il ragazzo è troppo pericoloso e potente, sicuramente se si fondesse con la sorella Jo sarebbe lui ad avere la meglio. A casa di Caroline si presenta Colin, l'uomo a cui lei aveva fatto bere il suo sangue: le sue condizioni sono terribili, oltre ad essere diventato un vampiro il tumore è peggiorato giungendo al decimo stadio, e non può morire. Ovviamente Caroline è disperata, sua madre presto per colpa sua si troverà nelle sue stesse condizioni e soffrirà terribilmente. Elena rimprovera Stefan per non aver fermato Caroline, ma lui le dice che ciò che ha fatto l'amica non è molto diverso dalla scelta di Elena di chiedere ad Alaric di toglierle i suoi ricordi legati a Damon. Quest'ultimo uccide Colin strappandogli il cuore, dato che il vampiro non riusciva più a sopportare il dolore provocatogli dal suo cancro. Mentre tutti sono in ospedale ad assistere lo sceriffo, Tyler cerca di risvegliare Kai, in modo che Liv non sia costretta a morire facendo la fusione. Viene fermato da Damon, che però ha un'idea che potrebbe salvare la madre di Caroline. Dopo aver promesso a Kai la possibilità di fondersi con Jo, il ragazzo assorbe la magia presente nel corpo dello sceriffo, eliminando il potere del sangue di vampiro. Il cuore di Liz però non regge l'assorbimento della magia e ha un attacco di cuore che la sta portando alla morte sotto gli occhi di Elena; Kai invece scompare. Per evitare che Kai faccia ancora del male, Damon aveva contattato Joshua, il padre di Liv e Luke, e lo aveva convinto a far fondere i suoi figli più giovani. Con l'inganno Joshua comincia la cerimonia, ma viene fermato da Tyler che si getta con violenza su di lui prendendolo a pugni, facendogli perdere i sensi. Kai intanto porta Jo con sé e cominciano il rito della fusione. Luke di corsa propone per il bene della sorella di fondersi con Kai, perché anche se non sono gemelli, sono pur sempre fratelli, e in loro scorre lo stesso sangue, inoltre hanno la stessa età dato che Kai non è invecchiato stando per tutto quel tempo nel limbo temporale. Alla fine Kai accetta la proposta e l'unione ha così inizio. Liz dopo l'intervento dei medici si riprende. Elena sconvolta si rende conto di quanto la vita sia preziosa e quanto poco basti per perderla per sempre e decide di baciare Damon, per non sprecare i bei momenti che le restano. La fusione termina e sia Kai che Luke perdono entrambi i sensi, Damon trova Jo che tiene tra le braccia il corpo morente di Luke, infatti è morto e lei rimprovera Damon perché è stato lui a risvegliare Kai, quest'ultimo infine recupera i sensi più forte di prima.
- Guest star: Penelope Mitchell (Liv Parker), Marguerite MacIntyre (Sceriffo Liz Forbes), Chris Brochu (Luke Parker), Jodi Lyn O'Keefe (Jo Laughlin), Chris Wood (Kai Parker), Christopher Cousins (Joshua Parker).
- Altri interpreti: Drew Stephenson (Colin), Keith Arthur Bolden (Dottore).
- Ascolti USA: telespettatori 1 470 000 – share (18–49 anni) 2%[13]

## Il giorno in cui ho provato a vivere
- Titolo originale: The Day I Tried to Live
- Diretto da: Pascal Verschooris
- Scritto da: Chad Fiveash e James Stoteraux

### Trama
È il compleanno di Bonnie ed Elena cercherà di convincere i suoi amici a festeggiarlo, soprattutto Jeremy a cui dice che è quello che la strega avrebbe voluto. Dopo aver rimesso insieme i pezzi dell'Ascendente, Damon, Elena e Jeremy cercano di mettersi in contatto con Bonnie nel mondo prigione, tramite Kai che in seguito alla fusione con Luke prova dei sentimenti di compassione. Il piano di Damon è quello di far capire a Bonnie che la pietra tombale di Silas, ovvero la versione analoga che si trova nel limbo temporale, sulla quale Qetsiyah ha versato il suo sangue, è una perfetta batteria carica di magia, con la quale Bonnie potrebbe scappare dal mondo prigione. I 4 raggiungono il mondo prigione, ma l'Ascendente è danneggiato, quindi Bonnie non riesce a vederli e tanto meno a sentirli. 
Lì, inoltre, faranno una scoperta inquietante che li lascerà senza parole: Bonnie premedita il suicidio. Enzo, minacciando di morte la madre di Matt, obbliga quest'ultimo a fare amicizia con Sarah Salvatore. Stefan intanto passa del tempo con Caroline, che cerca di non pensare alle pessime condizioni di sua madre, ma Stefan spinge l'amica a sforgarsi. Liv vuole uccidere Kai per vendicare Luke, quindi Tyler cerca di fermarla perché se Kai morisse pure Liv farebbe questa fine dato che suo fratello è il leader della congrega e la sua vita è legata a quella degli altri, ma a Liv non importa e quindi fa perdere i sensi a Tyler con la sua magia. Nel frattempo Jeremy attraverso un secondo incantesimo fatto da Kai, il quale riesce a mandare Jeremy nel mondo prigione più facilmente dato che si tratta di una sola persona, riesce a salvare Bonnie dal suo tentativo di suicidio, e a lasciarle un messaggio sull'atlante indicandole di recarsi in Nuova Scozia, quindi Bonnie capisce cosa deve fare. Liv cerca di uccidere suo fratello maggiore, ma i suoi sforzi si rivelano vani e nonostante Kai abbia la possibilità di ucciderla, la risparmia a causa dell'affetto che Luke prova per la gemella, che ora fa parte della nuova personalità di Kai. Intanto Jeremy sta accarezzando l'idea di lasciare Mystic Falls per sempre, iscrivendosi all'accademia d'arte. Matt, dopo aver fatto amicizia con Sarah, chiede ad Enzo quale sia il suo piano. Il vampiro infatti ha intenzione di contaminare la purezza di Sarah facendola diventare un vampiro, ma manipolando la cosa proprio per fare in modo che sia la stessa Sarah a chiederglielo; in questo modo tutti gli sforzi di Stefan per farle vivere un'esistenza normale saranno stati vani. Tyler decide di lasciare Liv, non potendo perdonarla per aver quasi sacrificato la sua vita con tanta leggerezza. Elena confessa a Damon di aver sempre trovato il modo per tornare da lui, sia da vampira che da umana; gli spiega inoltre che se il passato è un luogo in cui i due non stavano insieme, vuole smettere di viverci. Damon la bacia e i due fanno l'amore. Bonnie intanto parte per la Nuova Scozia.
- Guest star: Penelope Mitchell (Liv Parker), Tristin Mays (Sarah Nelson), Chris Wood (Kai Parker).
- Ascolti USA: telespettatori 1 610 000 – share (18–49 anni) 2%[14]

## Resta
- Titolo originale: Stay
- Diretto da: Chris Grismer
- Scritto da: Brian Young e Caroline Dries

### Trama
Liz passa la sua giornata in ufficio cercando di risolvere tutti i casi che durante la sua carriera sono rimasti irrisolti e Damon, andandola a trovare, confessa che per metà sono omicidi che ha commesso lui stesso, ma nega di essere responsabile dell'incidente d'auto dei genitori di Elena. 
Liz non si dà pace e cerca di trovare una spiegazione soprannaturale a quell'incidente, perché sul ponte non c'erano segni di frenata e stranamente nel bagagliaio dell'auto c'erano delle valigie già pronte, come se i genitori di Elena si stessero apprestando a partire; inoltre Miranda aveva lasciato sulla segreteria di Liz un messaggio in cui sembrava agitata. Liz non voleva aprire il caso perché temeva che fosse stato Damon a causare l'incidente, anche se lui si dichiara innocente, ma Liz gli chiede perché lui e Stefan erano a Mystic Falls quel giorno e il vampiro rivela che lui e il fratello erano lì perché quello era l'anniversario di morte della loro madre. Intanto Elena, sempre con l'aiuto di Damon, chiede al preside di Jeremy di concedergli il diploma in modo da poter permettere al fratello di partire per la scuola d'arte e allontanarsi definitivamente dai pericoli di Mystic Falls. Damon, usando la compulsione, obbliga il preside a concedere il diploma, dato che è stato proprio con la compulsione che ha permesso a Jeremy di entrare alla scuola d'arte. Enzo attira Sarah Salvatore all'interno del Mystic Grill con la scusa di un servizio fotografico e costringe Matt a passare del tempo con lei e guadagnarsi la sua fiducia. Proprio al Mystic Grill Damon e Elena si congratulano con Jeremy per aver conseguito il diploma e Damon dà uno spinello a Jeremy per festeggiare. Caroline, con l'aiuto di Stefan, prepara una sorpresa per la madre: arredare il vecchio cottage del padre per farle passare lì i suoi ultimi giorni in un ambiente confortevole. Caroline e Stefan si avvicinano sempre di più. Caroline lo ringrazia per tutto, anche se è stata Liz a chiedergli di stare vicino alla figlia, ma Stefan ammette che lui le sta vicino perché è quello che vuole; inoltre confessa che quando Caroline gli disse che lo odiava, le sue parole lo ferirono molto, ma lei ammette di non averlo mai odiato e i due si baciano. Elena e Jeremy si ritagliano un ultimo momento "normale" tra fratelli fumando il regalo di Damon e grazie a un aneddoto di Jeremy sui propri genitori Elena riferisce a Liz e Damon che la telefonata che fece Miranda prima dell'incidente era solo una messa in scena per spaventare Jeremy, che a quel tempo fumava erba. Inoltre la vera ragione per cui non c'erano segni di frenatura era perché allora il ponte aveva problemi di drenaggio; inoltre, in quel periodo, i coniugi Gilbert volevano fare un viaggio al lago, e questo spiega i bagagli, che però fu annullato a causa del temporale. Intanto Enzo, minacciando di morte Jeremy, costringe Matt a portare fuori Sarah per poi investirlo con l'auto causandogli ferite mortali, che guarirà col suo sangue proprio davanti alla ragazza, in modo da svelare in modo teatrale il suo segreto. Alaric accompagna Jeremy alla stazione dei pullman piuttosto che all'aeroporto svelando che il ragazzo non frequenterà nessuna scuola d'arte, ma andrà in giro a cacciare vampiri dato che sente che questa è la sua vera ragione di vita: infatti solo Alaric è a conoscenza della cosa visto che Elena non capirebbe e, pur non essendo d'accordo, Alaric comprende che Jeremy è un adulto e che deve fare le sue scelte. Infine lo saluta con un abbraccio. Liz si sente male e Damon la porta a casa e le resta accanto; i due dividono un momento profondo in cui lei ammette che fino alla morte è rimasta una madre "normale" in una città in cui le persone muoiono per cause soprannaturali e parla con Damon di Caroline e di quanto lei sia straordinaria e di quanto sia orgogliosa della figlia. Damon ripensa alla morte di sua madre e al fatto che non riuscì a scrivere l'elogio funebre e Liz gli affida quindi il compito di scrivere il suo, entrando subito dopo in uno stato comatoso. Damon la porta all'ospedale, ma è già troppo tardi. Caroline arriva e si pente di aver sprecato gli ultimi momenti a preparare il cottage per la madre piuttosto che stare effettivamente con lei. Purtroppo a Liz rimangono pochi minuti di vita e dunque Stefan istruisce Caroline insegnandole a entrare nella mente di una persona con i suoi poteri di vampiro. Caroline entra nella mente di sua madre e rivive con lei un bel ricordo della sua infanzia, ma poi Liz muore lasciando Caroline da sola, mentre Stefan, Damon, Elena e Matt le rimangono accanto.
- Guest star: Marguerite MacIntyre (Sceriffo Liz Forbes), Tristin Mays (Sarah Nelson).
- Altri interpreti: Barry Kennedy Jr. (EMT), Dan Bright (Preside Weber), McKenna Grace (Caroline da giovane), Erin Beute (Miranda Sommers Gilbert).
- Ascolti USA: telespettatori 1 520 000 – share (18–49 anni) 2%[15]

## Lasciala andare
- Titolo originale: Let Her Go
- Diretto da: Julie Plec
- Scritto da: Julie Plec

### Trama
Caroline è con i suoi amici a dormire nella tenuta dei Salvatore e sogna un ricordo di quando era piccola, con sua madre, poi si sveglia e trova Damon in cucina mentre cerca di scrivere l'elogio funebre per il funerale di Liz. Il giorno del funerale, Stefan confessa a Damon del bacio tra lui e Caroline e gli chiede un consiglio. Damon gli dice che a prescindere dai sentimenti che prova per Caroline, non potrà mai amarla come ha amato Elena e Katherine e che quindi dovrebbe lasciar perdere. Damon ripensa a quando sua madre morì e al fatto che non trovò il coraggio di andare al suo funerale. Bonnie, nell'altra dimensione, riacquista i suoi poteri dopo aver tratto forza dalla pietra tombale di Silas e si appresta a tornare a casa sfruttando il potere dell'eclisse. Alaric e Jo hanno la visita di Kai, il quale sta male: soffre per gli effetti collaterali della fusione, dovuti al fatto che non si è fuso con la sua gemella, ma con Luke e dunque lui morirà con tutta la congrega dato che ora è lui il leader e la sua forza vitale è collegata alla loro, ma riuscirà a salvarsi solo se assorbirà la magia di Jo. Insieme alla congrega anche i mondi prigione spariranno: infatti quello dove è intrappolata Bonnie non è l'unico. Bonnie si appresta a sfruttare il potere dell'eclisse, filmando tutto con una videocamera, ma a causa delle pessime condizioni di salute di Kai, la membrana dimensionale si indebolisce e Bonnie finisce in un altro mondo prigione, dove c'è l'aurora boreale: è l'anno 1903, e la ragazza trova un'abitazione e entrandovi, vede delle vecchie foto di Damon e Stefan. Elena aiuta Caroline con i preparativi del funerale, Caroline entra in chiesa e incontra Stefan, la ragazza vuole sapere come stanno le cose tra di loro, ma lui preferisce rimandare l'argomento. Al funerale, Damon fa un discorso su Liz esprimendo l'orgoglio che lei provava per Caroline, sostenendo che Liz era un'eroina per lui e gli altri. Caroline canta una canzone per la madre e Stefan ascoltandola capisce quanto siano profondi i sentimenti che prova per lei. Jo permette a Kai di assorbire i suoi poteri, intanto Bonnie fa avanti e dietro tra i due mondi prigione, ma riesce a tornare a casa sfruttando il potere dell'eclisse e quello dell'aurora boreale delle due diverse dimensioni. Kai, dopo aver assorbito il potere di Jo, la quale ora non è più una strega, è fuori pericolo e si congratula con la sorella sussurrandole qualcosa all'orecchio, per poi andarsene. Alaric è incuriosito da quello che Kai ha detto a Jo: quest'ultima confessa ad Alaric di essere incinta. Kai infatti aveva scoperto che l'ex strega aspetta un bambino da Alaric; quest'ultimo chiede a Jo di sposarlo. Lei in un primo momento rifiuta pensando, erroneamente, che lui lo faccia per pietà, ma Alaric la sorprende tirando fuori un anello di fidanzamento: lui infatti voleva farle la proposta da tempo perché è innamorato di lei, quindi Jo gli risponde di sì. Caroline e i suoi amici vanno al Grill e Matt confessa a Tyler che vuole unirsi al corpo di polizia e che ha preso un modulo di iscrizione anche per l'amico. Caroline decide di tornare a casa ed Elena decide di andare con lei, ma Caroline preferisce stare da sola. Stefan parla con Damon dicendogli che si sbagliava perché, nonostante non sia abituato a provare dei sentimenti come quelli che prova per Caroline, lui è sicuro che potrebbero essere la cosa migliore mai capitatagli, quindi Damon lo incoraggia a farsi avanti con lei. Damon torna a casa e andando in cucina trova, con sua grande felicità, Bonnie; i due amici si abbracciano. Caroline è a casa, ma ha l'inaspettata visita di Elena: infatti lei ha capito che l'amica vuole spegnere la sua umanità dato che Caroline non riesce a superare questo forte dolore. Elena cerca di farle capire che sta sbagliando e quindi l'abbraccia, ma Caroline le spezza il collo affermando che non spetta a Elena prendere questa decisione. Stefan va a casa di Caroline per confessarle i suoi sentimenti, ma trova solo Elena priva di sensi. Bonnie fa vedere a Damon le foto di lui e Stefan che aveva trovato nell'altro limbo temporale e le riprese della videocamera: infatti pochi secondi prima di lasciare definitivamente l'altra dimensione, Bonnie aveva visto una donna che si trovava nel secondo mondo prigione. La videocamera immortala il volto della donna e Damon rimane colpito nel vederlo, dato che è il volto di sua madre. 
- Guest star: Marguerite MacIntyre (Sceriffo Liz Forbes), Jodi Lyn O'Keefe (Jo Laughlin), Annie Wersching (Lily Salvatore), Chris Wood (Kai Parker).
- Altri interpreti: Brad Sanders (Pastore), Yvonne Singh (Donna), McKenna Grace (Caroline da giovane), Sawyer Bell (Stefan da giovane), Daniel Pruitt (Agente di polizia).
- Ascolti USA: telespettatori 1 410 000 – share (18–49 anni) 2%[16]

## La spirale discendente
- Titolo originale: The Downward Spiral
- Diretto da: Ian Somerhalder
- Scritto da: Brian Young e Caroline Dries

### Trama
Dopo aver spento la sua umanità, Caroline diventa fredda e aggressiva. Incontra Liam in un bar e inizia a baciarlo poi, portandolo in un vicolo, comincia a nutrirsi con il suo sangue ma lasciandolo vivo, conscia che la sua morte attirerebbe troppa attenzione. Elena si trova nella sua stanza del dormitorio e poco dopo arriva Bonnie: le due amiche sono finalmente riunite e Elena apre una bottiglia per festeggiare. Poco dopo arriva anche Caroline, ma vedere Bonnie non suscita niente in lei. Caroline è molto chiara con le sue amiche: loro dovranno lasciarla in pace specialmente perché, nonostante abbia spento i suoi sentimenti, sembra che riesca a mantenere un perfetto autocontrollo, ma aggiunge pure che se proveranno a farle riaccendere la sua umanità, se ne pentiranno. Damon, dopo aver visto il video di sua madre nel mondo prigione del 1903, profana la sua tomba e vede che è vuota capendo che tutto ciò che pensava di lei, ovvero che fosse morta di tubercolosi nell'Ottocento, era falso. Kai si offre volontario per aiutare Damon a liberare sua madre dal mondo prigione, ma prima avrà bisogno dell'ascendente inerente a quel piano dimensionale, ma chiede una cosa in cambio: infatti, in virtù della sua fusione con Luke, e la conseguente nuova personalità di Kai, lui vorrebbe incontrare Bonnie e scusarsi con lei per le cose orribili che le ha fatto. Stefan cerca di aiutare Elena a riaccendere i sentimenti di Caroline, perché lui è consapevole che è pure colpa sua se Caroline ha spento la sua umanità, dato che le aveva lasciato credere di non provare nulla per lei. Intanto Sarah inizia a seguire Enzo, ma lui se ne accorge e inizia a parlare con lei. Sarah gli chiede cosa lui sia ed Enzo risponde di essere un vampiro, ma stranamente la cosa non sembra impressionare Sarah; poi arriva Caroline che li sorprende insieme, ma la cosa non suscita più di tanto il suo interesse. Stefan va all'ospedale del Whitmore e, usando la compulsione, chiede a Liam cosa sia successo e lui risponde che la sera prima ha baciato Caroline e poi non ricorda altro, quindi Stefan capisce che Caroline vuole usare Liam come sacca di sangue. Stefan, Elena e Bonnie trovano Caroline a un rave. Bonnie prova a divertirsi, ma non ci riesce sentendosi fuoriposto; Damon la chiama per parlarle di Kai, ma lei non vuole nemmeno sentire il suo nome. Stefan, dopo aver trovato Caroline, inizia a parlare con lei dicendole che prova dei sentimenti nei suoi confronti e si scusa perché quando ha capito di provare qualcosa che va oltre l'amicizia, ha preferito evitarla. Le sue parole sembrano suscitare qualcosa in lei, ma poi decide di andarsene. Damon raggiunge Bonnie al rave insieme a Kai, il quale si scusa con lei, ma la giovane strega rivede le cose orribili che lui le ha fatto nel mondo prigione e quindi decide di andarsene, minacciando Kai di morte nel caso si riavvicinasse a lei. Stefan e Elena discutono: quest'ultima afferma che forse non è il caso di allarmarsi perché Caroline sembra avere il perfetto controllo di se stessa, ma Stefan non è della stessa opinione. Caroline incontra Enzo: quest'ultimo, parlando con Caroline, le dice che non riesce a capire per quale motivo Sarah non sia impressionata dal fatto che lui sia un vampiro. Caroline gli fa capire che Stefan probabilmente deve aver usato su di lei la compulsione per non farle provare nessun interesse per i vampiri. Caroline cerca di sedurre Enzo, ma lui la respinge: quello che però Caroline realmente voleva era rubargli il cellulare. Damon va nella stanza di Elena e trova Bonnie per scusarsi con lei, ma la strega inizia a torturare il vampiro con la sua magia, non potendo perdonarlo per averla costretta a vedere Kai, nonostante non volesse; Damon, sinceramente pentito, cerca di scusarsi, ma lei lo manda via. Caroline chiama Sarah dal cellulare di Enzo, attirandola in una trappola; poi chiama Stefan per dirgli che (per punirlo di aver cercato di riaccendere la sua umanità) ha catturato Sarah. Intanto Kai informa Damon di aver fatto delle ricerche e di aver scoperto che sua madre è un vampiro, e che nel corso degli anni, in Europa, ha ucciso molte persone, forse più di 3000, e che una volta giunta a New York, nel 1903, la congrega la sigillò nel mondo prigione. Damon rimane allibito nell'apprendere che la sua amata madre era una squartatrice. Stefan e Elena raggiungono Caroline al bar; Liam, che è sotto il controllo di Caroline, minaccia di uccidere Sarah se Stefan non segue le sue condizioni: lei infatti vuole che Stefan spenga la sua umanità così non proverà più a riaccendere la sua. Dopo aver scoperto che Liam è insieme a Sarah all'ospedale del Whitmore, Elena corre a salvare la pronipote di Stefan, mentre quest'ultimo affronta Caroline, avendo la peggio. La ragazza poi obbliga Stefan a spegnere i suoi sentimenti altrimenti Liam strapperà il cuore dal petto di Sarah. Elena trova Sarah, salvandola da Liam, e chiama Stefan, ma è troppo tardi, ormai ha spento la sua umanità.
- Guest star: Tristin Mays (Sarah Nelson), Marco James (Liam Davis), Chris Wood (Kai Parker).
- Altri interpreti: Lane Miller (Barista), Jeremy C. Turner (Seth).
- Ascolti USA: telespettatori 1 300 000 – share (18–49 anni) 2%[17]

## Un uccello in una gabbia dorata
- Titolo originale: A Bird in a Gilded Cage
- Diretto da: Joshua Butler
- Scritto da: Neil Reynolds

### Trama
Enzo va al bar del campus universitario e incontra Caroline, la quale lo informa che Sarah è all'ospedale dopo che il piano di Caroline, che prevedeva che Stefan spegnesse la sua umanità, è andato a buon fine. Stefan va alla tenuta dei Salvatore. Damon prova a metterlo fuori combattimento con una siringa di verbena, ma Stefan gli spezza il braccio, poi se ne va portando con sé l'attrezzatura per la caccia ai vampiri. Elena arriva alla conclusione che c'è una sola persona che possa riaccendere l'umanità di Stefan: Lily, la quale era molto legata a lui, quindi è nacessario raggiungere il limbo temporale del 1903 e riportarla indietro, però serve l'aiuto di Kai e anche quello di Bonnie, ma lei non è interessata a collaborare con Kai, quindi Damon la convince offrendole un accordo. 
Caroline va a un'audizione per una parte in un musical, ma Stefan decapita il regista. Stefan nota che Caroline, pur avendo spento la sua umanità, non ha effettivamente perso il controllo di sé: ciò è dovuto al fatto che lei è consapevole che un giorno la sua umanità si riaccenderà e quando ciò avverrà lei non dovrà sentirsi in colpa per nulla, ma Stefan al contrario non ha il suo autocontrollo, e dunque quando la sua umanità si riaccenderà, lui si sentirà in colpa per le cose orribili che sta facendo, quindi Stefan decide di punire Caroline inducendola a perdere il controllo. Enzo chiede aiuto ad Alaric per fermare Stefan e Caroline. Intanto Kai e Bonnie, usando l'ascendente, fanno sì che loro due insieme a Elena e Damon raggiungano il mondo prigione del 1903 dove trovano la versione analoga della loro vecchia abitazione. Lì vi trovano Lily. La donna è molto sorpresa di rivedere Damon e gli rivela che poco prima di morire per le sue pessime condizioni di salute, un'infermiera le fece assumere sangue di vampiro provocando la trasformazione. Lei in seguito dovette abbandonare i suoi figli perché aveva paura di fare loro del male. Damon le racconta che Stefan, divenuto un vampiro, uccise suo padre e Lily è molto compiaciuta della cosa, dato che aveva sempre odiato suo marito. Damon la informa che Stefan ha spento la sua umanità e che ha bisogno di Lily per riaccenderla, dunque la porteranno via dal mondo prigione, ma Lily vuole portare con sé i suoi compagni di viaggio che la congrega Gemini sigillò con lei nel mondo prigione: sei vampiri essiccati che hanno concesso a Lily tutte le scorte di sangue che avevano trovato. Lei infatti beve solo due gocce a settimana per non perdere il controllo; Lily è molto affezionata a loro e non vuole andarsene da sola. Stefan continua a provocare Caroline, attentando alla vita di una ragazza al campus universitario, ma Caroline prova a metterla in salvo affrontando Stefan. Intanto Enzo e Alaric entrano nel campus per affrontarli; Alaric chiede a Enzo per quale motivo fa tutto ciò, e lui risponde che vuole riaccendere l'umanità di Stefan perché non riuscirà a farlo soffrire se lui non prova niente, ma Alaric è dell'opinione che la vita di Enzo è triste e priva di significato, e che usa la scusa dell'odio nei confronti di Stefan per ignorare la verità. Stefan, che si era accorto di loro, usa una granata alla verbena su entrambi, ma Enzo si mette in salvo con Alaric. Stefan vuole ucciderli, ma Caroline gli fa capire che sarebbe una pessima idea perché così facendo si metterebbe nei guai; Stefan sostiene che non ha senso spegnere l'umanità pensando alle conseguenze delle loro azioni, poi morde il collo della ragazza che prima voleva uccidere, e invita pure Caroline a nutrirsi di lei. Caroline cede alla tentazione, e poi inizia a fare l'amore con Stefan. Nel mondo prigione, Kai cerca di scusarsi con Bonnie per tutto il male che le ha fatto, sostenendo di essere un uomo migliore dopo la fusione con Luke e il conseguente cambio di personalità, ma Bonnie non vuole nemmeno sentirlo, quindi Kai si arrabbia confermando la tesi di Bonnie: Kai non è cambiato. Bonnie lo accoltella alla gamba, poi Kai scappa. Damon fa capire a Lily che non possono far uscire dal mondo prigione pure quei vampiri, perché Bonnie non è abbastanza forte per far uscire così tanta gente, ma promette che li riporterà via in un secondo momento, quindi Bonnie ritorna a casa con Damon, Elena e Lily, mentre Kai rimane nel mondo prigione: infatti Damon si era accordato con Bonnie per lasciarlo lì, in cambio del suo aiuto. Jo rimprovera Alaric per ciò che ha fatto, dato che non può permettersi di affrontare pericoli ora che stanno per avere un bambino. Enzo va a trovare Sarah all'ospedale, e capisce che Alaric aveva ragione: ormai la vendetta nei confronti di Stefan non ha più senso per lui e Sarah merita di vivere un'esistenza felice. Enzo poi la sorprende chiamandola con il suo nome di battesimo: Sarah Salvatore. Dopo avere fatto sesso con Stefan, Caroline ammette che lui aveva ragione, perché per i vampiri senza umanità è più divertente vivere senza un'etica morale. Bonnie sorprende Damon con un regalo: la cura per l'immortalità che ha trovato nella versione analoga della tomba di Silas nel mondo prigione del 1994. Bonnie gli dice che può farne ciò che vuole. Kai è solo nel mondo prigione del 1903 e trova i sei vampiri essiccati, i quali iniziano a nutrirsi di lui.
- Guest star: Jodi Lyn O'Keefe (Jo Laughlin), Annie Wersching (Lily Salvatore), Tristin Mays (Sarah Nelson), Chris Wood (Kai Parker).
- Altri interpreti: Amber Watson (Studentessa).
- Ascolti USA: telespettatori 1 590 000 – share (18–49 anni) 2%[18]

## Non potrei mai amare in quel modo
- Titolo originale: I Never Could Love Like That
- Diretto da: Leslie Libman
- Scritto da: Matthew D'Ambrosio (soggetto); Chad Fiveash e James Stoteraux (sceneggiatura)

### Trama
Stefan e Caroline iniziano a mietere vittime al Whitmore. Enzo intanto decide di presentare Sarah a Damon, quindi va alla tenuta dei Salvatore, ma ad aprire la porta è Lily, la quale sembra conoscere Enzo. Quest'ultimo, stupefatto, decide di andarsene portando Sarah con sé. Damon stranamente non ha ancora accennato a Elena della cura; Lily decide di aiutare Damon a riaccendere l'umanità di Stefan, specialmente perché solo se lo farà Damon riporterà indietro gli amici di Lily dal mondo prigione, che lei ormai considera una famiglia. Elena va all'ospedale del Whitmore, che è pieno di feriti, tutti aggrediti da Caroline e Stefan, poi Elena avvisa Jo che Kai non è più un problema dato che Bonnie lo ha confinato nel limbo temporale del 1903; inoltre il vampiro apprende che Jo è incinta e si congratula con lei. Matt e Tyler vanno al bar del campus dove trovano Stefan e Caroline, i quali decidono di divertirsi con loro. Sarah chiede a Enzo la verità sulla sua famiglia e lui le dice che Damon uccise sua madre quando era ancora gravida, e che Stefan la fece adottare per proteggerla da Damon. Poi Sarah gli chiede come mai si è agitato tanto quando ha visto Lily, e lui risponde di averla conosciuta quando era un umano, nel 1903, in Inghilterra; lui voleva prendere una nave diretta a New York, ma non volevano farlo salire perché era malato di tubercolosi, ma Lily lo fece imbarcare e inoltre gli fece bere il suo sangue di vampiro. Dopo essere morto in seguito alla tubercolosi lui ritornò in vita come vampiro, ma al suo risveglio Lily scomparve, e tutti i membri dell'equipaggio della nave erano morti, tranne il medico curante dell'imbarcazione, che Lily aveva lasciato in vita per far sì che Enzo si cibasse di lui completando la transizione. Intanto, all'ospedale, Jo capisce che la sua gravidanza rende Elena un po' infelice, perché ora ha preso coscienza delle rinunce a cui lei dovrà sottoporsi a causa della sua natura immortale di vampiro. Lily e Damon vanno al Whitmore; nel mentre Lily ammette di aver sentito la conversazione tra il figlio e Bonnie sulla cura. Damon consiglia alla madre di fare appello al suo desiderio di ricostruire il suo rapporto con Stefan, per riaccendere la sua umanità, come cercò di fare nel 1903 ma poi Damon, con sua grande delusione, scoprì che Lily non voleva sbarcare in America in quell'anno per ricongiungersi con i suoi figli come Damon pensava. Sua madre ammette che i suoi amici intrappolati nel mondo prigione sono ormai la sua vera famiglia, e che non le hanno fatto sentire la mancanza dei suoi figli. Damon poi consegna a Lily l'ascendente. Caroline e Stefan continuano a divertirsi con Tyler e Matt; alla fine però decidono di ucciderli. Tyler prova a difendersi cercando di colpire Caroline con un palo di legno, ma lei usa Matt come scudo. Il ragazzo rischia di morire ma poi arrivano Damon e Lily, che permettono a Tyler di mettersi in salvo, portando con sé Matt. Stefan è incredulo nel rivedere Lily, poi Caroline impianta un paletto di legno nella schiena di Stefan colpendolo a tradimento, per poi scappare. Lily parla con Stefan dicendogli le cose che Damon le aveva suggerito di dire al fratello, tra cui alcune menzogne, come il fatto che voleva rincongiungersi a lui nel 1903 e che nel limbo temporale aveva sentito la sua mancanza; poi gli dice, piangendo, che finalmente potranno ricostruire il loro rapporto, così Stefan riaccende la sua umanità e abbraccia sua madre. Sarah scopre che la sua amicizia con Matt, e l'eroico salvataggio di Enzo per salvare il giovane Donovan dall'auto che l'aveva investito, erano tutti eventi manipolati dallo stesso Enzo, ma poi lui fa promettere alla ragazza di stare lontana da Mystic Falls per il suo bene, così i 2 si dicono addio. 
Matt viene ricoverato in ospedale; Elena si offre di guarirlo col suo sangue, ma lui rifiuta l'offerta. Stefan, pur sentendosi male per le cose che ha fatto quando aveva spento la sua umanità, decide di concentrarsi solo su Caroline per ritrovarla. Elena chiede a Matt, le cui condizioni si sono ristabilite, per quale motivo ha rifiutato il sangue di vampiro per guarire e lui le risponde che sarebbe ipocrita da parte sua usare il sangue di vampiro per guarire dato che li odia: addirittura sostiene che i vampiri non sono vere persone e che sono tutti malvagi, ed Elena non può che dargli ragione. Dopo aver detto a Damon che Jo è incinta, Elena ammette di sentire la mancanza della sua vita umana perché lei non potrà mai avere figli, ma accetta anche il fatto che le cose non cambieranno, quindi Damon decide di tenerla all'oscuro sulla cura. Damon e Elena, su richiesta di Jo, la raggiungono in ospedale: la donna dice loro che devono distruggere l'ascendente che ora è in possesso di Lily, perché lei non deve liberare i sei vampiri che viaggiarono con lei nella nave diretta a New York poiché loro sono degli Eretici, ossia vampiri che possono usare la magia. Jo, dopo aver ricevuto alcune informazioni da suo padre, spiega che gli Eretici, prima di diventare vampiri, erano come Kai, stregoni della congrega Gemini che potevano usare la magia solo se assorbita da altri stregoni o fonti magiche. Lily li trasformò in vampiri e, anche dopo la trasformazione, riuscivano a usare la magia dato che il vampirismo è una forma di magia, e dunque assorbivano potere da loro stessi. La congrega li considerava un abominio, pertanto sigillarono sia loro che Lily nel mondo prigione, soprattutto perché volevano dichiarare guerra alla congrega; inoltre Jo precisa che tutti loro sono più potenti e pericolosi di Kai.
- Guest star: Jodi Lyn O'Keefe (Jo Laughlin), Annie Wersching (Lily Salvatore), Tristin Mays (Sarah Nelson).
- Altri interpreti: Lane Miller (Barista), LB Brown (Steward), Gabrielle Byndloss (Studentessa), Brian Patrick Murphy (Dottor Gabler).
- Ascolti USA: telespettatori 1 350 000 – share (18–49 anni) 2%[19]

## Perché
- Titolo originale: Because
- Diretto da: Geoff Shotz
- Scritto da: Melinda Hsu Taylor

### Trama
Stefan, con l'inganno, raggiunge Caroline in un bed and breakfast, facendole credere di avere ancora l'umanità spenta, poi arriva Damon, che mette entrambi al tappeto con della verbena. Enzo incontra Lily, meravigliandosi nel rivederla dopo tanto tempo: lui pensava che lo avesse abbandonato, ma Lily, felice di rivedere il suo amico, gli spiega che la congrega Gemini l'aveva sigillata in un mondo prigione. Bonnie riesce a rubare a Lily l'ascendente per evitare che liberi gli Eretici dal mondo prigione. Damon chiede a Elena come lei immaginerebbe la loro vita se fossero umani. Stefan e Caroline, intanto, sono ancora nella camera del bed and breakfast, che è stata sigillata; i 2 vampiri sono in astinenza da sangue: il piano è quello di riaccendere l'umanità di Caroline, quindi Elena le dà una lettera che sua madre le aveva spedito poco prima di morire, ma lei chiede a Stefan di bruciarla, dunque la ragazza accende un fiammifero e Stefan, per non destare sospetto, le dà fuoco. 
Caroline inizia a provocare Damon e Elena, perché aveva sentito la loro conversazione sulla vita che avrebbero potuto avere da umani, e li deride perché Elena non potrà mai avere quella vita e Damon non riuscirà mai a darle ciò che veramente lei vuole. Damon ammette che Caroline ha ragione dato che da umana Elena aveva scelto Stefan, ma lei gli dice che pur provando sempre un po' di tristezza per la vita umana che non riavrà più, è felice della vita che conduce ora con Damon. Lily chiama Damon e lo informa che Bonnie ha rubato l'ascendente e che lui dovrà riprenderlo, altrimenti distruggerà la cura che lui voleva dare a Elena. Caroline cerca di sedurre Stefan, ma lui non vuole approfittarsi di lei ora che non è in sé, quindi Caroline capisce che l'umanità di Stefan si è riaccesa e, presa dalla rabbia, sfonda la porta sigillata a calci scappando in auto. Mentre guida viene fermata da un poliziotto, Liz, che dopo averla ammanettata, afferma di non riconoscere più sua figlia, ma lei capisce che è solo un'illusione creata da Stefan che sta plagiando la sua mente: infatti lei è ancora nella stanza del bed and breakfast. Damon va da Bonnie per riprendersi l'ascendente, ma la strega non è propensa a restituirlo; lei vuole distruggerlo e Damon cerca di fermarla dicendole che se lei distruggerà l'ascendente, Lily non gli ridarà mai la cura per Elena. Per la strega questo non ha importanza perché se Lily liberasse con l'ascendente gli Eretici, loro metterebbero in pericolo tutti, e questa volta Bonnie non ha intenzione di sacrificarsi per Elena e Damon. Quest'ultimo cerca di aggredire la strega, ma lei lo mette facilmente alle strette con la sua magia, accusando poi il vampiro di essere un ipocrita perché non vuole veramente dare la cura a Elena, perché se fosse così ora Elena l'avrebbe già assunta, e la loro relazione a quel punto sarebbe finita dato che passerebbero insieme al massimo qualche decennio. Bonnie lo mette alla prova offrendogli l'ascendente, così potrà darlo a Lily e riavere la cura per Elena, ma Damon comprende che Bonnie ha ragione, lui non vuole che Elena ritorni umana, quindi decide di lasciare l'ascendente a Bonnie. Intanto Stefan visualizza, nella mente di Caroline, un ricordo di lui insieme a Liz, poco prima che morisse, dove lei confessava al ragazzo che spera in un futuro dove lui e Caroline diventino più che amici, poi Caroline inizia a disperarsi per via della lettera che sua madre le diede, ma che ha bruciato, dato che ora non saprà mai cosa c'era scritto. La ragazza poi piange, e riaccende la sua umanità. Nella tenuta dei Salvatore, Damon informa Lily che non riavrà l'ascendente, e che non gli importa niente della cura, ma Lily gioca un colpo basso al figlio: lei infatti ha fatto sì che Elena trovasse la cura. La ragazza, stupefatta, non capisce come sia possibile e poi Lily le dice che Damon sapeva della cura, ma non voleva dargliela. Caroline, sentendosi in colpa per tutte le cose orribili che ha fatto dopo aver spento la sua umanità, decide di allontanarsi da Stefan almeno per un po'. Enzo, mentre guida l'auto, vede Lily per strada; la donna, non riuscendo a placare la sua sete di sangue, ha decapitato un uomo che passava per strada con la sua auto. Lily piange disperata, mentre Enzo l'abbraccia. Damon parla con Elena scusandosi ancora una volta per il suo egoismo. Elena gli dice che se per lui è così importante che lei non prenda la cura, allora la darà a un vampiro che ne avrà più bisogno, perché nemmeno lei vuole una vita senza di lui, cosa che non sarebbe possibile se tornasse umana, ma Damon propone un'inaspettata alternativa: prendere la cura tutti e due insieme.
- Guest star: Marguerite MacIntyre (Sceriffo Liz Forbes), Jodi Lyn O'Keefe (Jo Laughlin), Annie Wersching (Lily Salvatore).
- Altri interpreti: Brandi Leigh Lindsey (Cameriera).
- Ascolti USA: telespettatori 1 370 000 – share (18–49 anni) 2%[20]

## Per te lascerei la mia casa felice
- Titolo originale: I'd Leave My Happy Home for You
- Diretto da: Jesse Warn
- Scritto da: Brett Matthews e Rebecca Sonnenshine

### Trama
Elena e Bonnie ingaggiano uno spogliarellista per l'addio al nubilato di Jo, per poi portarla in un ristorante, mentre Damon, Stefan, Tyler e Matt organizzano una festa per Alaric nella tenuta dei Salvatore. Durante la festa Damon rivela ad Alaric che ha deciso di prendere la cura e tornare umano: infatti Elena prenderà la cura e, una volta tornata umana Damon si nutrirà con il suo sangue, che sarà già diventato un tutt'uno con la cura, tornando così umano. Alaric gli dice che forse dovrebbe rifletterci, inoltre gli consiglia di parlarne con Stefan, dato che non lo ha ancora messo al corrente della cosa. Mentre Elena è al ristorante con Jo e Bonnie capisce che la ragione per cui è così incerta, sul prendere la cura con Damon, è perché ha paura che la loro storia poi potrebbe non funzionare. Enzo va alla festa di Alaric e informa Stefan che Lily è stravolta dato che Bonnie ha distrutto l'ascendente, impedendo così agli Eretici di essere liberati dal mondo prigione, e che potrebbe sfogare la sua frustrazione uccidendo delle persone innocenti. Matt litiga con Tyler perché non sta prendendo seriamente il suo addestramento all'accademia di polizia: infatti Tyler non è più sicuro di voler fare il poliziotto perché altrimenti potrebbe trovarsi nella condizione di dover uccidere, e il gene della licantropia a quel punto si riattiverebbe. Stefan incontra sua madre al bar e inizia a discutere con lei. Il loro rapporto si è fatto teso dato che Stefan è consapevole che le cose che gli disse per riaccendere la sua umanità erano false. Lily gli dice che non prova affetto per Stefan, non perché è indifferente a suo figlio, ma perché lui le ricorda la sua vita quando era un'umana, quando era una donna debole e vittima degli abusi del marito, e che diventare un vampiro l'ha resa una persona più forte. 
Enzo scopre, per bocca di Alaric, che Damon ha intenzione di ritornare umano, i due vampiri discutono e Enzo gli dice che è una pessima idea perché Damon è per natura una persona egoista, e nemmeno Elena può aiutarlo a cambiare. Intanto Stefan decide di mettere Lily fuori combattimento con una siringa di verbena, dato che non riesce a controllare la sua sete di sangue, ma Lily se ne accorge e scappa via dal bar, non prima di aver ucciso la cameriera. Mentre Elena è ancora al ristorante, Damon si mette in contatto con lei con il cellulare e le chiede di uscire. Elena esce dal ristorante e incontra Damon, i due iniziano a passeggiare e Damon manipola la mente di Elena per farle vedere la sua casa, prima che lei la bruciasse; poi le dice che è pronto a prendere la cura con lei, perché anche se lui ama essere un vampiro ama lei molto di più, quindi Elena prende la cura e ritorna umana, con la conseguenza che tutti i suoi ricordi relativi a Damon, che Alaric aveva cancellato, riaffiorano. Enzo va al bar, dove Stefan ha condizionato le menti delle persone per dimenticare ciò che ha fatto Lily, e gli dice che Damon ha intenzione di ritornare umano con la cura. Alaric si sta ancora godendo la sua festa, Matt però gli dice che dovrebbe prendere Jo e il bambino e portarli via da Mystic Falls, perché in questa città le persone o muoiono o diventano assassini. Jo e Bonnie sono ancora al ristorante, poi arriva Lily che, completamente fuori controllo, ferisce Bonnie cercando poi di uccidere pure Jo, risparmiandola poi non avendo il coraggio di fare del male a una donna incinta; inoltre con il suo udito di vampiro sente due battiti cardiaci nell'utero di Jo, e si congratula con lei perché aspetta due gemelli. Dopo aver spezzato il collo a Damon, Lily cerca di aggredire Elena, la quale la ferisce all'occhio con una spilla. Stefan raggiunge Damon, che ha ripreso conoscenza, e lo rimprovera per il suo egoismo, visto che non lo aveva informato della sua decisione di ritornare umano, dato che lo ha saputo da Enzo. Damon inietta a sua madre della verbena e le fa perdere i sensi. Jo porta Bonnie in ospedale e Alaric la raggiunge, poi Jo lo informa che aspetta due gemelli, che però saranno probabilmente costretti dalla congrega Gemini a fare la fusione con la conseguente morte di uno dei due perché, anche se Kai non è più un problema, la congrega per sentirsi più al sicuro farà fare ai due la fusione per garantirsi un nuovo leader e togliere a Kai il ruolo, quindi Alaric capisce che Matt ha ragione e dice a Jo che una volta sposati lasceranno la città. Damon è pronto a prendere la cura nutrendosi di Elena, ma lei non vuole perché ha recuperato tutti i suoi ricordi, compresa la conversazione che ebbero sull'isola in Nuova Scozia: anche allora discussero sul tornare insieme umani ma Damon disse che non voleva e ora Elena trova strano che Damon abbia cambiato idea. Lui dice di essere una persona diversa, ma Elena è dell'opinione che lui stia prendendo la scelta con troppa impulsività, e che prima dovrebbe rifletterci. Lily è rinchiusa nella cella della tenuta dei Salvatore e, arrabbiata, minaccia Stefan dicendogli che prima o poi troverà il modo di liberare gli Eretici, e che quando ciò avverrà Stefan capirà il vero significato della parola devastazione. L'episodio si conclude con Kai, nel mondo prigione insieme agli Eretici: il giovane stregone, con una risata sinistra, afferma che è arrivato il momento di andarsene via da lì.
- Guest star: Jodi Lyn O'Keefe (Jo Laughlin), Annie Wersching (Lily Salvatore), Chris Wood (Kai Parker).
- Altri interpreti: Anthony Dalton (Agente Baker).
- Ascolti USA: telespettatori 1 210 000 – share (18–49 anni) 2%[21]

## Ti sposerò nell'estate dorata
- Titolo originale: I'll Wed You in the Golden Summertime
- Diretto da: Michael Allowitz
- Scritto da: Brian Young

### Trama
Il giorno delle nozze di Alaric e Jo è arrivato. Caroline torna a Mystic Falls e decide di organizzare i preparativi del matrimonio e inoltre cerca di evitare Stefan, sentendosi ancora in imbarazzo per come si è comportata. Tyler aiuta Caroline con i preparativi; nel mentre Caroline si scusa con lui per aver quasi cercato di ucciderlo. Poi arriva Liv, la quale è venuta insieme ai membri della congrega Gemini al matrimonio. Liv e Tyler iniziano subito a litigare, visto il modo in cui si erano lasciati. 
Stefan porta Damon in una casa che si trova in un quartiere residenziale di periferia; in passato Stefan ha vissuto lì e il suo scopo è quello di far vedere a suo fratello maggiore come sarebbe la sua vita se diventasse umano insieme a Elena: l'umanità è infatti piena di doveri, responsabilità e limitazioni, tutte cose a cui Damon non è molto abituato dato che è stato un vampiro per troppo tempo. Inoltre non solo non potrà più godere dei vantaggi dell'essere un vampiro, ma non potrà nemmeno chiedere aiuto a Stefan visto che loro due chiuderanno per sempre i ponti per evitare che i vampiri, interessati alla cura che scorrerà nel sangue di Damon, usino Stefan per risalire a lui, dato che Damon non riuscirebbe a difendersi da loro. Intanto Caroline cerca di convincere Tyler a chiarire con Liv, ma lui dà dell'ipocrita a Caroline visto che lei non ha nemmeno avuto il coraggio di parlare con Stefan da quando è tornata. Stefan è ancora insieme a Damon e gli fa tenere presente che se la vita mortale non dovesse piacergli non potrebbe più tornare a essere un vampiro, ma Damon continua a ignorare le sue affermazioni dicendogli che lui e Elena hanno programmato una vita insieme dove lui gestirà un bar, e lei studierà per diventare medico, e che sarà tutto perfetto, ma Stefan gli fa capire che niente è perfetto, perché pure lui e Elena stavano molto bene insieme, ma poi si sono lasciati, e questo potrebbe accadere pure a lei e Damon, quindi Stefan usa i suoi poteri per manipolare la mente di suo fratello per fargli vedere come sarebbe la sua vita da umano con Elena in futuro, e lo scenario è molto triste perché Elena sarà spesso occupata a lavorare all'internato dell'ospedale, mentre Damon passerebbe tutte le sue giornate a ubriacarsi al suo bar; poi lui e Elena litigherebbero perché Damon le rinfaccerebbe il fatto che gli manca essere un vampiro con tutti i vantaggi che ne derivavano ed Elena, stanca dei loro contrasti, ammetterebbe che la scelta di Damon di ritornare umano è stata uno sbaglio. Damon si arrabbia con Stefan perché capisce che lui fa tutto ciò perché non vuole che lui ritorni umano, conscio che poi Stefan resterà da solo. Stefan continua a plagiare la mente di Damon facendogli vedere cosa accadrebbe se Elena morisse a causa di una fatalità: Damon sarebbe solo, triste e attaccato alla bottiglia. Stefan gli rivela che è stata Elena a chiedergli di essere brutale con lui, per fargli capire quali saranno le reali conseguenze della scelta che sta per prendere, e che se Damon vuole tornare umano deve farlo per se stesso, e non per Elena. Bonnie e Matt vanno da Lily nella sua cella, ma una persona misteriosa l'ha liberata e quella stessa persona usa la magia per far perdere conoscenza a Bonnie e Matt. Intanto Jo ha l'inaspettata visita di suo padre Joshua che vuole accompagnarla all'altare. Stefan poi va alla cerimonia e parla con Elena dicendole che probabilmente Damon non prenderà la cura perché quando era un umano era una persona buona e gentile, ma anche debole e insoddisfatto, e che lui è diventato veramente "se stesso" quando divenne un vampiro perché lui ama esserlo. Lily va a trovare Enzo al bar dicendogli che gli Eretici sono appena tornati dal mondo prigione. Damon è ancora da solo nel quartiere di periferia, arrabbiato, e proprio quando stava per raggiungere la festa matrimoniale, vede una vecchia coppia sposata, entrambi ancora felici dopo tanti anni, e a quel punto capisce cosa deve fare. Stefan parla con Caroline e le dice che lui, per egoismo, non vuole che Damon diventi un umano perché così lo perderebbe, Caroline gli confessa che la vera ragione per cui spense l'umanità era dovuta al fatto che credeva che Stefan non provasse niente per lei, perché quando è accanto a lui perde completamente il controllo di se stessa, ma Stefan le dice che amare significa proprio questo, non avere nessun controllo, ma Caroline non può stare con lui ora perché in questo momento difficile della sua vita le sue manie di controllo sono l'unica cosa che ha. Damon poi arriva alla cerimonia e dice a Elena che è pronto a diventare un umano insieme a lei, perché nonostante abbia capito che la loro vita non sarà mai perfetta, lui preferisce vivere un'esistenza mortale con lei pur sapendo che tra loro potrebbe non funzionare, piuttosto che essere immortale senza averci mai provato, poi i due fanno l'amore. La cerimonia nuziale ha finalmente inizio, con Damon e Elena nelle vesti di testimone e damigella degli sposi. Damon informa Alaric che ha deciso di ritornare umano, e Alaric gli dice che è orgoglioso di lui; poi Joshua accompagna Jo all'altare. Enzo e Lily vanno in un deposito di magazzini, dove la misteriosa persona che ha liberato Lily le ha detto che troverà gli Eretici, ma loro non sembrano essere lì. Enzo chiede a Lily chi è questa persona misteriosa, la quale poi si rivela essere Kai, che si presenta al matrimonio di sua sorella, accoltellandola al ventre sull'altare, proprio mentre lei e Alaric si scambiavano le promesse nuziali; poi lo stregone inizia a seminare il panico con la sua magia.
- Guest star: Penelope Mitchell (Liv Parker), Jodi Lyn O'Keefe (Jo Laughlin), Annie Wersching (Lily Salvatore), Chris Wood (Kai Parker), Christopher Cousins (Joshua Parker).
- Altri interpreti: Lisa Stewart Seals (Reverenda), Robert Yatta (Uomo anziano), Andrea Frye (Donna anziana), Bryce Zentkovich (Bambino).
- Ascolti USA: telespettatori 1 320 000 – share (18–49 anni) 2%[22]

## Ti penserò in ogni momento
- Titolo originale: I'm Thinking of You All the While
- Diretto da: Chris Grismer
- Scritto da: Julie Plec e Caroline Dries

### Trama
Kai semina terrore con la sua magia al matrimonio e con i suoi poteri spezza il collo a Stefan e Caroline, mentre Tyler è ferito gravemente. Elena stranamente ha perso i sensi, quindi Damon la porta in ospedale. Jo è morta, insieme ai bambini che aspettava, a causa della ferita da accoltellamento che Kai le ha inflitto, e Alaric piange disperato abbracciando il corpo senza vita della sua amata. Joshua e gli altri membri della congrega Gemini presenti al matrimonio decidono di sigillare Kai in un mondo prigione, ma lui si toglie la vita davanti agli occhi di suo padre, ed essendo Kai il leader della congrega Gemini, la sua vita è collegata a quella della congrega e dunque Joshua e tutti gli altri Gemini iniziano a morire. Liv, che a causa del suicidio del fratello è prossima alla morte, dà a Tyler il permesso di ucciderla, visto che morirà ugualmente, così Tyler riattiverà il gene della licantropia e, visto che questa è una notte di luna piena, lui diventerà un lupo e guarirà dalla ferita che lo sta uccidendo. Tyler e Liv si baciano dopo che si sono dichiarati amore reciproco, poi Tyler la uccide e inizia a trasformarsi in un lupo. Damon porta Elena in ospedale, ma stranamente lei non si risveglia. Intanto alla tenuta dei Salvatore Matt e Bonnie riprendono conoscenza e la strega non capisce perché Kai non l'abbia uccisa dato che ne aveva la possibilità. Kai, che prima di suicidarsi aveva messo in circolo nel suo corpo il sangue di Lily Salvatore, diventa un vampiro completando così la transizione bevendo un po' del sangue di Joshua e, nonostante sia un vampiro, può usare la magia: infatti ora è un eretico. 
Alaric mette il corpo di Jo nel bagagliaio dell'auto, poi Kai si presenta davanti a lui; Alaric gli spara con la sua pistola ma, essendo ora Kai un vampiro, le pallottole non hanno alcun effetto su di lui. Poi arriva Tyler, che morde Kai e quest'ultimo allontana il licantropo con la sua magia. Bonnie e Matt trovano una videocamera che Kai ha lasciato per Bonnie dove le spiega che è scappato dal mondo prigione con l'ascendente; per attivarlo serviva il sangue di una Bennett: infatti lui ha usato il sangue calcificato di Qetsiyah, un'antenata delle Bennett, che si trovava nella versione analoga della tomba di Silas in quella dimensione. Sempre nella registrazione Kai spiega a Bonnie di aver legato lei e Elena con un incantesimo: la giovane Gilbert dormirà senza risvegliarsi, non invecchiando, finché Bonnie vivrà. Solo quando Bonnie esalerà l'ultimo respiro Elena si risveglierà, e se cercheranno di sciogliere l'incantesimo le due amiche morirebbero all'istante. Kai va all'ospedale dove trova Damon, dicendogli le stesse cose che ha riferito a Bonnie nel video; infatti lui ha fatto tutto ciò solo per il gusto di mettere Damon nella condizione di dover scegliere: lasciare dormire Elena finché Bonnie non morirà, cosa che forse accadrà tra anni, o uccidere Bonnie e far risvegliare Elena ora. Matt consiglia a Bonnie di abbandonare Mystic Falls, perché Damon la ucciderà sicuramente se questo è necessario per far risvegliare Elena. Dopo aver lasciato l'ospedale, Kai va nel capanno dove si è tenuto il matrimonio di Jo e Alaric; lì incontra Bonnie la quale gli intima di sciogliere l'incantesimo che lega lei e Elena, ma Kai non può più farlo perché quando si è suicidato per diventare un eretico, ha fatto sì che l'incantesimo diventasse permanente, inoltre il veleno di licantropo su di lui non ha alcun effetto perché anche la licantropia è una forma di magia, e lui può assorbire la magia dal veleno rendendolo inefficace. Kai usa la magia per scaraventare Bonnie con violenza contro una parete; il polmone di Bonnie rischia di collassare. Arriva in seguito Damon che decide di lasciarla morire, così Elena si risveglierà. Damon lascia una Bonnie morente da sola con Kai, ma in realtà Damon voleva solo far abbassare la guardia a Kai: infatti gli arriva alle spalle e lo uccide, decapitandolo, infine guarisce Bonnie con il suo sangue. Il mattino dopo Lily è ancora nel deposito magazzini insieme a Enzo; lei gli dice che quando era umana, sia come moglie che come madre, era infelice, ma gli Eretici la facevano sentire parte di una famiglia. Enzo la capisce perché in fondo è quello che vorrebbe pure lui; poi i due notano un edificio lì vicino che prima non si vedeva perché Kai l'aveva nascosto con la sua magia. Ora che è morto è nuovamente visibile e all'interno ci sono gli Eretici, che Kai aveva portato via con sé dal mondo prigione. Dato che Elena non si risveglierà per molto tempo, almeno finché Bonnie non morirà, la giovane Bennett sigillerà il suo corpo all'interno della cripta dei Salvatore con un incantesimo, per proteggerla dato che se i vampiri sapessero che nel suo sangue circola la cura per l'immortalità, lei sarebbe un bersaglio facile. Tutti quanti le dicono addio usando la manipolazione mentale: Elena dice a Caroline di prendersi cura di tutti, e dice a Bonnie che è felice dato che per una volta è lei a sacrificarsi per la giovane strega. Poi arriva il turno di Matt, a cui esprime il suo orgoglio per la sua scelta di diventare un poliziotto e proteggere gli indifesi; poi saluta Alaric, consigliandogli di non combattere il dolore, ma di lasciarsi immergere in esso: solo dopo potrà affrontarlo. Jeremy arriva in città e saluta pure lui Elena. Il ragazzo preferisce non raccontarle che è un cacciatore, ma le dice che finalmente è felice perché ora sta facendo quello per cui sente di essere nato. Elena saluta anche Tyler dicendogli di abbandonare Mystic Falls e di trovare la sua strada, ma soprattutto di smetterla di odiare la sua natura di lupo, perché fa parte di lui. Anche Stefan la saluta: Elena gli esprime il profondo affetto che nutre per lui. Infine è il turno di Damon, che proietta la strada nello scenario notturno in cui si conobbero. Damon le dice che la aspetterà ma Elena non vuole questo: lei sostiene che sarebbe sbagliato, quindi gli fa promettere di vivere in pieno la sua vita in sua assenza. Poi i due iniziano a ballare e infine Damon si separa da lei. Stefan dice a Caroline di amarla, ma comprende che ora lei ha bisogno dei suoi spazi, ma le dice pure che lui sarà sempre lì ad aspettarla. L'episodio si conclude con un salto nel futuro. È passato diverso tempo da quando il corpo di Elena è stato sigillato nella cripta: Matt ora è un poliziotto e con la sua auto si aggira tra le strade di una Mystic Falls che stranamente è vittima del caos mentre Damon, sulla torre dell'orologio, guarda tutto dall'alto.
- Special guest star: Steven R. McQueen (Jeremy Gilbert).
- Guest star: Penelope Mitchell (Liv Parker), Jodi Lyn O'Keefe (Jo Laughlin), Annie Wersching (Lily Salvatore), Chris Wood (Kai Parker), Christopher Cousins (Joshua Parker).
- Altri interpreti: Joy Spears (Controfigura di Elena), Jamie Bennett (Controfigura di Damon), Andrene Ward-Hammond (Membro della congrega 1), Karen Tiegren (Membro della congrega 2).
- Ascolti USA: telespettatori 1 440 000 – share (18–49 anni) 3%[23]